# 異世界居酒屋「のぶ」
『異世界居酒屋「のぶ」』（いせかいいざかや のぶ）は、蝉川夏哉による日本のライトノベルおよびそれを原作とするメディアミックス作品。小説投稿サイト「小説家になろう」にて2012年10月より連載が始まり、宝島社より2014年9月から書籍が刊行されている。イラストは転が担当している。また、2016年8月より加筆修正を経て、新規エピソードが追加された文庫本が刊行された。第2回エリュシオンライトノベルコンテスト（なろうコン大賞、現:ネット小説大賞）受賞作。2024年6月時点で電子版を含めたシリーズ累計部数は670万部を突破している。『異世界食堂』とともに、「異世界+グルメ」のジャンルにおける先駆けの作品となっている。
ヴァージニア二等兵によるコミカライズが「ヤングエース」（KADOKAWA）にて、2015年8月号より連載中。また、イラスト担当者・転（名義は「くるり」を使用）による、蝉川夏哉描き下ろし原作による漫画『異世界居酒屋「のぶ」 しのぶと大将の古都ごはん』が2015年10月より「このマンガがすごい!WEB」に掲載され、2016年4月から刊行されている。他、スピンアウトとして、『異世界居酒屋「のぶ」〜エーファとまかないおやつ〜』が2017年11月より、『異世界居酒屋「げん」』が2018年3月より、いずれも「このマンガがすごい!WEB」にて連載。
2018年4月よりWEBアニメとして配信、同年10月からBS11およびJ：COMテレビで放送された。10月からのテレビ放送を記念して『「異世界居酒屋のぶ」オリジナル弁当』の発売も同時に発表されている。WEBアニメ版の累計視聴回数は2020年1月時点で2000万回以上を記録しており、テレビ放送では先行して放送開始のBS11は週2話に対し週8話のキッズステーションが
先行して全話放送している。
監督・品川ヒロシ、主演・大谷亮平によりWOWOWプライムにて3シーズンが放送された。

## あらすじ
中世ヨーロッパ風の異世界にある、帝国の古都・『アイテーリア』で営業している居酒屋「のぶ」。大将として店を開業した矢澤信之(ノブ・タイショー）と、成り行きで彼に同行して店を手伝うことになった千家しのぶ（シノブ）の二人が、京都の寂れた商店街でオープンしたはずの店。しかしなぜか店の表口は、異世界のアイテーリアと繋がっていた。それから「のぶ」の店内外で、様々な事件や出来事が今日も起きていく。
ある日、徴税請負人のゲーアノートが「のぶ」に来店するが、タイショーは外出中であったため、シノブが賄い用にと作っていたパスタを注文する。子供のころ食べたパスタを懐かしく思い出したゲーアノートは、改心して無理な徴税を止め、以来「のぶ」の常連となる。のちにゲーアノートは、「のぶ」の営業に様々な手助けをしてくれるようになった。
店の前を通りかかった貧しい少女エーファは、厨房の蛇口を見てきれいな水を出す魔法の道具だと勘違いし、それを盗もうと店に忍び込む。それを見つけたシノブは、事情を聞いてエーファを皿洗いとして、店で雇うことにする。こうして異世界でひとり目の「のぶ」の従業員が誕生した。
常連客の一人衛兵隊の中隊長ベルトホルトは、トラブルから新婚であるにもかかわらず、用意した住まいへ入居することができなくなってしまう。自分が不在となる日中の新婦の居場所として、「のぶ」に妻ヘルミーナを雇うよう依頼し、2人目の従業員が誕生する。
古都の有力者バッケスホーフは、「のぶ」で提供している生ビール(トリアエズナマ）が、異世界では違法とされているラガーであることを見抜きそれを責めた。しかしゲーアノートを始めとする「のぶ」の常連たちが店のために尽力し、バッケスホーフの企てを失敗させることができた。後日、北方三領邦との会議のために古都に赴いた先帝も「のぶ」に来店し生ビール（トリアエズナマ）を飲むが、それが禁制のラガーとは異なるものだと認めたうえで、ラガーに関する勅令を取り下げた。
「のぶ」の常連で開店前から店に入り浸るようになったアルヌは、実は古都をも領地とするサクヌッセンブルク侯爵家の次期当主であった。単調な領主の仕事を投げ出して吟遊詩人になろうとしたが、クローヴィンケルから才能がないうえに、やるべきことから逃げていると指摘される。タイショーが「のぶ」で使う出汁を客に出せるようになるまでに14年かかったという話を聞いて自分の不甲斐なさに気づき、家督を継ぐことを決意する。
このころから、常連客が開店前から来店し、なし崩し的に昼間から店を開けることとなった。常連の一人で衛兵だったハンスは、自身の経験から料理人になる決心をし、タイショーに弟子入りを認められる。こうして人手に余裕ができた「のぶ」では、「仕出し弁当」も販売することにした。
酒に関しては、護符を巡る奇妙な縁から4人目の従業員となったリオンティーヌの発案で、ウイスキーやハイボールも扱うことになった。

## 世界観
物語の異世界は中世の欧州に類似した、地理的に帝国（ルーオ）はドイツ、東王国（オイリア）はフランス、聖王国（ルプシア）はイタリア、連合王国（ケルティア）はイギリスとした大陸を舞台にしており、帝国北部の内陸地に位置する古都「アイテーリア」のはずれの馬丁宿通りに「のぶ」は存在する。月は大きな「雄月」と小さな「雌月」の「双月」が存在する。他にも帝国の西側に大公国(ポーランド)が存在する他、アニメ版では帝国西部に「修道院領」も存在する。識字率はあまり高くなく、田舎などの辺境に至っては文字を理解してない人がいるほど。大抵は古都などの都市部の教会や教育施設が読み書きを教えている。
アイテーリアは帝国直轄領であるため、貴族ではなくギルドマスターや有権者などによる「市参事会」により街は運営されている。かつてベルフラウ河を用いた海との水上交易路が存在していたが、北方三領邦（デンマーク）との内政問題により河川の治安が悪化し流通が困難になったことと、輸送に時間がかかることで鮮度の問題もあり長らく海産物の流通は途絶えていた。後に先帝コンラートと北方三領邦との会議により北方分断の危機は回避され、河川の治安も沈静化したのもあり、ロンバウトと提携を結んだ市参事会により水上交易路復活計画が実施された。物語開始時の主な物産品は馬鈴薯と豚肉、そしてボルガンガをはじめとする川魚くらいで、鰻に至っては大量に生息しているものの調理法が御粗末だっため不人気だったが、「のぶ」が調理法を広めたことにより鰻の価値が一変し、のちに古都の名産品になった。毎年春には大市が開催され、「のぶ」が開店する前の年までは北方三領邦との問題もあり、さほど賑わうほどのものではなかったが、北方三領邦との内政問題の収束に加え、「のぶ」でのアルヌのサクヌッセンブルク侯爵即位前御披露目式に先帝陛下をはじめ、周辺諸国の貴族や王族、豪商なども訪れてかつてないほどの大盛況を迎え、さらに次の年も水上交易路復活計画が宣言されたのもあり大盛況を迎える。特に「のぶ」の存在は周辺諸国でも有名となり、臨時宿泊施設にと城壁外に天幕を張るほどで、「のぶ」を訪れるコンラート五世を含む王族や貴族に至っては仮装気分で市井の者に変装し、公務での羽目を外して大騒ぎするまでの盛り上がりを見せる。
言語は大陸全土に渡り日本語の共通言語であるが、文字に関しては両世界で全く異なっている。しのぶは古都での生活を続けているうちにある程度は理解し、のちに日替わり定食などの貼り紙は自分で書けるようになった。貨幣は金貨と銀貨の二種類の硬貨で、国毎に発行する硬貨の種類は違えど貨幣価値は一緒。銀貨に至っては泪滴型や有孔型など多種多様で、しのぶは「のぶ」での売り上げを現実世界の古物商で換金することで現金化している。

## 「のぶ」の店舗
京都のとあるシャッター通り商店街の隅にある店は賃貸で、1階が店舗、2階に大将の居住スペースがある。店内はカウンター6席、4人掛けのテーブルが二つとこじんまりとしている。大家は近くに住んでいるらしいが交流はない。大将としのぶは、普段は裏口から出入りをしており、ゆきつなの板長で大将の師匠でもある塔原が店を訪れたときも裏口から入ってきた。シャッター通りにある表からも入ることはできるが、そこから再び外に出るとアイテーリアになってしまう。基本的に従業員以外のこちらの世界の人間は、なぜか裏口から店に入ることができない。京都にある店の表から入ったお客はいないため、その際に何が起きるかは不明。
異世界側では、店は古都アイテーリアの外苑<馬丁宿>通りにあり、外装はシャッター通りにある店舗そのままで、木造漆喰塗の壁が見える。入口は磨りガラスの入った引き戸で暖簾が掛けられており、看板には当初「居酒屋のぶ」と日本語のみで書かれていたが、のちに日本語と異世界語の2か国語に書き換えられた。周囲の家が石造りなので、異彩を放って浮いて見えるようで、初めて訪れる客であっても、<馬丁宿>通りを目指して来れば迷う描写がない。
建物は異世界とつながっているが、店内ではガス・上下水道・電気の全てが使用可能で、空調設備も使用できるので、夏は涼しく冬は暖かいが、そのことを不思議に思う客は少なく、疑問に感じた客も稲荷神社の神の使いの力により記憶を操作され、忘れてしまうので、特に問題は発生していない。
エーファをはじめとする従業員やお客など異世界の人々は、表からのみ出入りする。従業員には裏口には近寄らないように、タイショーから申し渡してある。異世界の人間であるエーファは、一度だけ裏口からこちらの世界に出てしまったが、稲荷神社の神の使いがそのことをイレギュラーな出来事だと言っていることから、通常は出られないようになっているものと思われる。一方、「のぶ」を陥れようとしたダミアンが、裏口から逃亡を図った時は、懲らしめるために千本鳥居の結界内に飛ばして数日間迷わさせている。ヨダ・コーザ(依田康三郎)が十数年ぶりに日本に帰郷したが、彼はもともと日本側の人間であったためか、問題なく裏口から日本へ出ることが出来た。

## 登場人物
- 出演者は、アニメ版 / テレビドラマ版の順に掲載。

### 居酒屋「のぶ」
矢澤信之 / ノブ / タイショー
声 - 杉田智和 / 演 - 大谷亮平
本作の主人公。居酒屋「のぶ」の店主兼料理人。異世界の面々からは「ノブ・タイショー（のぶ大将）」と呼ばれる。年齢は30代前半から半ば。
元は京都の老舗料亭「ゆきつな」で働く板前で椀方だったが、料亭の経営が傾いたことから兼ねてより独立して店を持ちたいと考えていたため店を自主的に辞め、京都の一角で「のぶ」を開業した。関西の料理人だが作中では、ウナギを江戸前風のやり方でさばいている
高校卒業後「ゆきつな」に修行に入ってからは料理一筋だったせいか、物静かな職人気質で、料理の腕を磨くことや料理を創作することに余念がなく、負けず嫌いな性格。
一方で、食材を大量に仕入れすぎたり、戸締りを怠ったりしてシノブに叱られるなど抜けた一面もある。
好物に関する描写はないが、「厚切りベーコン」をたびたび晩酌のつまみにしている模様。どうしようもない壁にぶつかった時には、本人曰く「精神衛生管理法」としてやけ食いをするという悪癖もある。
普段から居酒屋「のぶ」の二階で寝起きしており、録り溜めしておいた刑事ドラマを観るのが趣味。Webアニメ版ではガンプラ作りが趣味とされている。
千家しのぶ / シノブ
声 - 三森すずこ / 演 - 武田玲奈
「のぶ」の給仕で看板娘。年齢は20代前半。
元は料亭「ゆきつな」を経営する一家の娘だったが、店の再建のために銀行の副頭取の息子との結婚を強要されそうになり、それを嫌がって家出したところ、一足先に「ゆきつな」を辞めていた信之と出くわし、一緒に「のぶ」を開店させる。
もとから「料亭の女将」になるべくして教育を受けていたこともあり、細かな気遣いもできるため、「のぶ」の常連客たちから非常に人気がある。一方で、ガラの悪い客には毅然とした態度で接したり、料理や酒に手を付けない者には素っ気ない態度を示したりしている。
幼少のころから非常に味覚が鋭敏で、板長にも「先代譲り」と高く評価されている。信之曰く「『ゆきつな』では『しのぶお嬢さんの食べ残し』というとそれはそれは恐れられていた」とのこと。また、記憶力と推察眼に優れ、常連客の好物を全て覚えている他、東王国の人間であるジャンの変装を幾度も見破るほど。実は視力が若干悪く、いつもはコンタクトをしており、家で本を読んだりゲームをする時は眼鏡をかけている。
好物は鱚などの白身魚の天ぷらのほかいくつか描写があるが、時々庶民的なものが恋しくなる時がある模様。「最高の調味料は『背徳感』」と称して、夜中にカップ焼きそばを食べることもある。反面ニンニクを使った料理は嫌いなわけではないが、口臭を気にするためか営業中は食べるのを控えている。ある程度は調理ができるようで、賄いを自分で作ったり、ゲーアノートはパスタが程よいアルデンテになっていると評価している。
ハンス
声 - 阿部敦 / 演 - 小林豊
登場時は古都の衛兵の青年。
同僚のニコラウスに誘われて「のぶ」を訪れ、そこで出された「トリアエズナマ」とおでん（オーディン鍋）に感激し、それ以降は常連客となる。
後に衛兵を辞めて「のぶ」で料理の修業を始める。将来は暖簾分けで自分の店を出すことを目指しているが、後に信之としのぶが異世界の人間と知り、「のぶ」の味を再現するために不可欠な味噌と醤油をどうやって（ハンスから見た）異世界（＝日本）に頼らずに確保するか、頭を悩ませていた。後に連合王国で醤油を作っていたヨダから醤油と、味噌の原料である大豆を仕入れることができた。信之から「のぶ」の新メニューという課題を出された際には、ペリメニ（いわゆる生の餃子）にニンニクを増量し蒸焼きにした「ハンス流ペリメニ」を発明。常連客からは「ハンス」「ハンスのアレ」と命名され、料理人として一歩成長した。
初来店時にしのぶに一目惚れし、料理修業を始めてからも想いを伝えられずにいるが、最近は閉店後の料理研究の時など、同僚であるリオンティーヌの前で色々と料理の試作をすることも楽しみになっているらしい。
好物として描写されているものは「サトイモ」。
エーファ
声 - 久野美咲 / 演 - 新谷ゆづみ
「のぶ」の店員の1人。素直で心優しい少女。弟にアードルフ（声:新井里美）、妹にアンゲリカ（声:金魚わかな）。そのほかにも3男のエグモントをはじめとする3人の「兄」がいる。
元々は貧しい身分で、偶然見た「のぶ」の水道の蛇口を「これさえあれば綺麗な飲用の水がいくらでも手に入る」と思い込み盗もうとして見つかってしまうが、素直に白状して謝り、処罰されるのを憐れんだシノブの計らいで、盗みを大目に見る代わりに「のぶ」での皿洗いとして働くことになった。
小動物のような可愛らしさから店のマスコット的存在となるが、行儀の悪い客を叱る肝の据わった一面もある。弟妹思いであり、信之やシノブに弟妹の分までの賄いを作ってもらっている。一度だけ、居酒屋の神棚のお供えの油揚げを取って行った白狐を追いかけて日本に迷い込んだことがある。
当初、皿洗いの役割だったが繁忙時には給仕も行うようになり、特に鍋料理が注文されるときは「名奉行」と呼ばれるようになっている。エトヴィンから読み・書き・計算を習って身につけてからは、信之が時折やらかす材料の仕入れすぎをしのぶとともに窘めることもある。「のぶ」を訪れる商人や貴族をはじめとする様々な客と接するうちに世情に詳しくなり、「のぶ」での賄い飯を食べているうちに味覚が鋭くなっている。「双月そば」を考え、縁起物として人気が出たのがきっかけでメニューを考案する楽しみを覚えた。
好物は「オムライス」。その他タマゴが全般的に好きなようで、ゆで卵・串かつのうずら卵・おでんの玉子・煮汁で作った温泉卵などを美味しそうに食べる場面が描写されている。
ヘルミーナ
声 - 内田真礼 / 演 - 堀田茜
ベルトホルトの親戚にあたる美しい女性。ベルトホルトとの見合い時、16歳。
イカ漁師の父親を持ち、イカ嫌いのベルトホルトとの見合いが危ぶまれたが「のぶ」の協力でベルトホルトがイカ嫌いを克服していたため、無事に夫婦になることができた。
新居が東王国の奇譚拾遺使のジャンのせいで予定通りに入居できず、ベルトホルトが仕事をしている日中だけ「のぶ」で一時的に預かり、給仕として働くことになる。後に妊娠し、女児・ヨハンナと男児・エーミールの双子を出産した。現在、育児休暇中。
儚げな見た目に反し、漁師の娘だけにあり、腕力・握力はかなりあり、ニコラウスとハンスは、彼女を怒らせることはしないでおこうと誓っている。「のぶ」に蛸が持ち込まれた際も、壺から出てしまった蛸にゲーアノート始め「のぶ」の常連たちが驚いて飛び退く中、全く気にしない様子で蛸を掴んでみせた。
好物は「烏賊の一夜干し」および「ヒツマブシ」。ヒツマブシは「毎日食べても飽きない」とのこと。
リオンティーヌ・デュ・ルーヴ
声 - 小松未可子 / 演 - 早霧せいな（S1〜S3）
東王国出身の騎士身分の女傭兵。「のぶ」初訪問時点で26歳。家に代々伝わるイカの飾りの入った兜を被って戦っていた。
かつて戦場でベルトホルトと相見え、彼の強さを目の当たりにして以降、想いを寄せていた。彼を探して古都を訪れて出会うも、すでにヘルミーナと結婚していることを知り、それを涙ながらに受け入れて東王国に戻っていった。
後に枢機卿の護衛の任務で大市が開かれる古都に訪れ、産休のヘルミーナの代わりに「のぶ」の給仕として働くこととなった。彼女の出産後も、乳離れするまでの間期間を延長して働くことにし、ニホンシュの銘柄毎に合う肴を考えたり、ハンスに自作料理の感想を述べるなど、スタッフとして活躍するようになる。後に信之としのぶが異世界の人間だと知ることとなった。
好物は「酒全般」。閉店後に日本酒を中心としてさまざまな酒を試飲と称して飲んでいる。「酔わない・乱れない・潰れない」の三拍子そろった酒豪。「のぶ」でウイスキーを飲み、彼女の薦めで「のぶ」でもウイスキーやハイボールを扱うこととなる。

### 常連客
ニコラウス
声 - 森久保祥太郎 / 演 - 白洲迅
古都の衛兵の1人。ハンスの1つ年上の同僚。
気さくな性格で、まだ開店したばかりで客がほとんど来なかった頃から「のぶ」を訪れて気に入り常連になり、その後ハンスを誘い、ハンスも常連となり料理人になるきっかけを作る。ハンスのシノブへの一目惚れに初来店の際から気付いており、何かと茶化している。
水運ギルド＜鳥娘の舟唄＞のエレオノーラには、彼女の戸籍上ではない実の父の面影をその顎髭などから思い起こされており、最初はギルドマスターとしての立場や隠している奥手さから「女誑かしの男」ととられ苦手に思われていたが、「のぶ」の秋刀魚料理の際に飾らない美味しい食べ方を酔った勢いで教え、ほのかに気になる異性として想われるようになる。
のちに衛兵を除隊、水運ギルド＜鳥娘の舟唄＞へ入り、エレオノーラの秘書的な仕事に就く。もともとが事情通。そつなくなんでもこなすタイプ。
ベルトホルトの影響で鶏肉を使った料理が好物のようで、いつも頼む一品として「チキンナンバン」がある。カラアゲは醤油派。逆に刺身などの生の魚類は「あたる」として食べないようにしているが、「鰹のタタキ」のように火を通しているものは食べられる。
ベルトホルト
声 - 小西克幸 / 演 - 阿部進之介
古都を守る衛兵隊の中隊長。ハンスとニコラウスの上官。ヘルミーナと見合い時、32歳。
かつては<鬼>と呼ばれるほどの凄腕の傭兵として名を馳せていた。今でもその戦闘能力の高さは変わりなく、バッケスホーフの息のかかったゴロツキたちが「のぶ」に嫌がらせをしたさい、人知れず一人でそのゴロツキたちを叩きのめしている。
鶏肉料理が好物で、ハンスに連れられて訪れた「のぶ」でから揚げを食べたことで常連客となる。
曾祖父にイカにまつわる恐ろしげな昔話を聞かされて以来、それがトラウマになってイカが苦手だったが、「のぶ」でイカの実態を知ることでそれを克服。ヘルミーナとの見合いを成功させて夫婦となった。ところが、異世界産のイカの種類に「のぶ」で説明されたイカより遥かに大きい「大王イカ（クラーケン）」サイズのものが存在し、それを結婚祝いにと義父から送られることになる。
好物は「ワカドリのカラアゲ」と「チキン南蛮」。味付けは塩派。イカ嫌いを克服してからは、そちらも好物になっている。傭兵時代に東王国沿岸部に居たころに食べた牡蠣が好きで、「のぶ」が牡蠣を仕入れた日は生牡蠣やカキフライも好んで注文する。コミックス版では山岳部出身で、南瓜を故郷の味として食べており、ヘルミーナの故郷の味であるイカとを組み合わせた「南瓜とイカの煮付け」を気に入っている。
ゲーアノート
声 - 津田健次郎、岸本彩加（少年時代）/ 演 - 波岡一喜
片眼鏡を掛けた徴税請負人の役人。
依頼された額の倍以上の税を徴収できるほど仕事の腕は非常に高く、それゆえに人々からは恨まれており、実家には貴族の家臣になっていると言っている。
「のぶ」を次の標的と狙い定めるが、シノブが作ったナポリタンによって初心を思い出して感動し、店を後にした。その後、仕事を辞めて故郷に帰ろうかと考えていたが、辞めずに仕事を続けており、「のぶ」の常連となる。バッケスホーフ騒動時にはあくまで公平に調査するように見せかけ、バッケスホーフの密輸ルートを独自に調査して失脚させるなど「のぶ」を庇護する活躍を見せ、後に先帝やグスタフなどの帝室が訪れていることも知り、「のぶ」に一目置くようになる。エーファが差し出した先帝から譲られたハンカチを見て、「エーファ殿は先帝陛下の娘で、大将とフロイライン（しのぶ）は、その護衛」だと勘違いし、その秘密を墓場まで持っていくことを誓った。アウグストという演劇俳優の弟がおり、後に古都で再会する。
ナポリタンで改心してからは過剰な徴税をすることを一切止め、バッケスホーフ騒動で「のぶ」を救ったという話は常連客から古都中に知られることとなり、古都の事情を知らないしのぶ達に説明したり、経営に苦しむ商人などに遠回しに助言をしたりと性格が丸くなっているが、徴税請負人という信念の下で行動しているだけで礼は受け取れないと、頑な一面も見せている。
帝国南部の、聖王国との国境に隣接した町の出身なため聖王国の料理も食べており、パスタ料理が好きで、特に好物は「ナポリタン」。粉チーズとタバスコの組み合わせを『神の愛(agapē)』と讃え、その執着があまりに強すぎて逃げるような時にも皿を持って行くくらいで、1年以上飽きもせずに毎日食べている有様から「ナポリタン」なる奇病に取り憑かれていると噂され、「のぶ」を訪れてナポリタンを注文しなかったときは事件扱いになるほど。故郷がワインの主流の土地なのもあり、「のぶ」では主にワインを飲んでおり、エールやトリアエズナマは数えるほどしか飲んでない。
子供のころに枝から降りられなくなった猫を助けようとして木から落ちたことがあり、その時に片目を傷めてから片眼鏡を掛けるようになった。
のちにアルヌからの誘いでサクヌッセンブルク家の官史として仕える事になった。
イグナーツ
声 - 小野友樹 / 演 - 草地稜之
アイゼンシュミット商会の商人、カミルの義理の兄。
最近は、カミルと一緒にヨルステン麦や米（ライス）の仕入れなども、自分たちの裁量でできるようになったらしい。
カミルの度胸試しのために「のぶ」にて生の魚を食べることを勧め、「食べ切ったら何でも一つだけ言うことを聞く」と条件を付けた。
後に女装して「のぶ」に来店し、他の客に見破られるかという賭けをカミルとしていた。
作中、聖王国から予定よりも過剰な量のササリカ米を仕入れてしまい、商会に影響をおよぼしかねない事態に陥ったが、ゲーアノートとアルヌ、そして「のぶ」により難を逃れ、のちに帝室が「のぶ」で食した「水炊きと〆のおじや」により古都周辺の地域でササリカ米が飛ぶように売れ、結果としてササリカ米も主力商品になった。
カミル
声 - 島﨑信長 / 演 - 瀧澤翼
アイゼンシュミット商会の商人で、イグナーツの義理の弟。
美味しいものを食べているときには、黙々と食べるらしい。
慎重なのだが、商人仲間からは臆病者と見られていて「弱虫カミル」と呼ばれていた。度胸試しに「のぶ」にて「刺身」と「海鮮丼」を食べた。
エトヴィン
声 - チョー / 演 - 田山涼成
聖王国から古都の教会に赴任して来た助祭。
一見、堅物そうだが、実はお忍びで「のぶ」に訪れて酒の肴と冷酒を頼んで飲んでいる好々爺。その酒好きなせいで未だに助祭のままだが、聖王国では改革派筆頭のヒュルヒテゴッド枢機卿の懐刀と呼ばれるほどの実力者で、バッケスホーフ騒動時にはベルトホルト夫婦のために教導聖省の最高位の結婚確認状を手配した。
聖職者でありながら早い時間から「のぶ」に入り浸っている生臭坊主の典型のようだが、世情に詳しく「のぶ」で起こる様々な出来事や、他の常連の相談役になることも多く、元から優秀な人物であることもうかがえる。本人は、「階級（ヒエラルキ）なんてものは気にしない」とのこと。
好物は「イカの塩辛（漫画版では酒盗で、アニメ版では「酒盗」と「塩鯖のへしこ」と「ままかりの酢漬け」の「「のぶ」の珍味三点セット」）」と「ホタルイカの沖漬け」。イツモノメニューとしては「シオカラとレーシュ」。コミックス版では初めてご飯を食べ、他のおかずと共に食すことで真価を発揮することを知り、以後はご飯との組み合わせを考えるようになる。
ローレンツ
声 - 黒田崇矢 / 演 - 庄司智春（品川庄司）
古都参事会会員でガラス職人マイスター。フーゴとハンスの父親。
ニコラウスに教えられて「のぶ」に訪れてからは親子共々常連となる。ホルガーとは幼馴染の腐れ縁で、彼からは<へたっぴガラス職人>と呼ばれて、顔を合わすとすぐに口喧嘩を始める。だが、仲が悪いわけではなく「喧嘩するほど仲が良い」の典型。アニメ版では「のぶ」のビールジョッキに匹敵する透明度のあるジョッキを作ろうと試行錯誤をし、花柄を装飾したジョッキを作れるまでに腕を上げた。のちにトマスなどのレンズを必要とする客のために聖王国からレンズ用の研磨台を購入、眼鏡の重要度を認識したロンバウトとの眼鏡の事業を提携するようになると、高品質のレンズを安定供給させるために新たに雇い入れた職人たちを指導している。
好物はずばり「ビール」。日中でも気付けに呑む方で、その度にフーゴに注意されている。
ホルガー
声 - 小山剛志 / 演 - 三宅克幸
古都参事会会員で鍛冶職人ギルドマイスター。
ローレンツとは幼馴染の腐れ縁で、彼からは「泣き虫」と呼ばれている。「のぶ」の和包丁の鍛造と切れ味に関心し、店を訪れては和包丁を見せてもらって研究している。「四翼の獅子」亭へ包丁をはじめとする調理道具を卸している。
好物は「マグロの刺身」をはじめとする刺身で、信之が柳刃包丁で刺身を滑らかに切るのを見るのも好き。コロッケも好きでソース派。
ラインホルト
声 - 星野貴紀 / 演 - 小越勇輝
水運ギルド<金柳の小舟>のマスターの青年。古都参事会会員で三大水運ギルドマスターの一人。
<金柳の小舟>は古都でも一番古い水運ギルドで格式あったが、先代の父・セバスティアンが急逝したため後を継ぐ。しかし、まだ年若く経験不足が祟って次々と有能な人材が引き抜かれたためギルドが落ち目になっている。
亡母は東王国の王府の貴族の出身で、ギルドマスターの修業のために王府へ見習いに出されていた父と恋に落ち、周囲の反対を押し切って駆け落ちして古都へやって来た経緯を持ち、顔立ちも母親似の東王国人寄り。
部下が勝手にゴドハルトの縄張りで仕事をしてしまったためゴドハルトともめ事になり、ローレンツの紹介でエレオノーラを入れた三人で「のぶ」で会議することになる。やむなく古都では雑魚扱いのうなぎが取れる運河の漁業権で手を打とうとするも、ゴドハルトに相手にされず会議が平行線になっていたが、そこで出されたうなぎの蒲焼きによってうなぎの美味さを知り、ゴドハルトが漁業権を譲ることを認めたため問題が解決する。
その後、タコも持ち込み、刺身、から揚げ、タコワサにより美味しさをゴドハルトに認めさせ、またも商談成立させている。
水上交易路復活計画の際に古都領下流に造船所を建築し造船業も開業し、浅瀬でも航行できる平底船の造船に着手し、後にアルヌの掠奪婚で「のぶ」が宴会用に受注した実物大の舟盛りで宣伝し、おかげ略奪婚の際に実物を見た各商会からの受注が好評でギルドの資産が潤ったため、長らくゴドハルトに譲っていた漁場を買い戻した。
大城壁再建築工事の際に炭酸泉を掘り当て、「のぶ」でハイボールを飲み、酒に弱い人や女性向けの炭酸入りの酒精、そして女性でも気軽に来店できる酒場を考えるようになる。
好物は「鰻重」。
ゴドハルト
声 - 置鮎龍太郎 / 演 - 渡部龍平
水運ギルド<水竜の鱗>のマスターの強面の男性。古都参事会会員で三大水運ギルドマスターの一人。
<水竜の鱗>は古都では最大の規模を誇る。ラインホルトと一悶着起こすが、解決した後徐々に頭角を現すラインホルトを認めていく。強面な風貌に似合わず学があり、詩を嗜む文人としての一面もある。タコの流通でラインホルトと協業していくうちに貴族領での運河通行税や治安などの問題を深刻に受け止め、水上交易路の改善などに積極的に取り組むようになる。
うなぎの魅力に取り憑かれてからは好物としてうなぎを挙げていたが、タコのカラアゲの美味さに感動して、そちらも好物になっている。
エレオノーラ
声 - 植田佳奈 / 演 - 八木アリサ
水運ギルド<鳥娘（ハルピュイア）の舟唄>のマスターの妖艶な女性。古都参事会会員で三大水運ギルドマスターの一人。
<鳥娘の舟唄>は規模は<水竜の鱗>ほどではないが、一番金と権限を持っている。母親は自身と同じ妖艶な美貌を持っており、それを使って<金柳の小舟>の有能な人材を引き抜いた過去を持つ。エレオノーラ自身は母と違って極めて奥手であり、美貌で仕事や人材を引き寄せるのは<鳥娘の舟唄>のギルドマスターの女伝統の行為であるためそうしているが、実のところ男性と手を繋いだことすら数えるほどしかない。
「のぶ」でたびたび顔を合わせていたニコラウスには、女性に優しげな雰囲気から自身の奥手さを看破されそうな危機感から苦手意識を持っていたが、秋刀魚料理を食していた際にもったいない食べ方だと酒の勢いから口を出してサンマゴハンにする提案をされた際に打ち解け、また会いたいと思うようになり、後にニコラウスをギルドにスカウトし、直属の秘書に抜擢した。
好物は「冷酒」とそれに合うもの。「のぶ」では魚料理をよく注文し、ニコラウスをギルドで雇ってからは、ニコラウスと同伴する際は大抵「2人で食べる料理」を注文する。
イングリド
演 - 水野美紀
それまでブランターノの領地内の森に住んでいたが、開墾に伴い古都に引っ越してきた初老の薬師の女性。自身を「魔女」と呼び、弟子の少女・カミラと一緒に生活をしている。
普段はフードを被っており、銀髪の見た目は30代の美女。酒と甘いものに目がなく、ある日酔っ払って「のぶ」を訪れ、酒と数々の料理を気に入り常連になり、時々信之の依頼で旬の山菜を採ってきて「のぶ」に卸している。元々が聖王国出身で、学僧院時代はエトヴィンの後輩で、優秀な才能から将来を期待されていたが、同期だったロドリーゴの不始末を庇うため責任を取り出奔した過去を持つ。後に「のぶ」でエトヴィンやロドリーゴに再会し、時々一緒に酒を呑みながら昔話に花を咲かせている。
「のぶ」の常連になってからは薬屋としての準備をカミラにまかせて、古都で飲み歩いているようで、「のぶ」には開店前に訪れることもある模様。
好物は「酒」と「プリン」の他、甘いもの全般。後に「紅天（紅しょうがの天ぷら）」もトリアエズナマに大変合うと気に入った。逆に嫌いなものは火を通していない魚類全般で、「あたる」との理由でカミラにも食すことを禁じていたが、後にエドヴィンの口からただの食わず嫌いだということが判明し、「のぶ」なら大丈夫だろうと「のぶ」でのみ食べることを許し、後にカツオのたたきは食べられるようになる。
カミラ
演 - 三原羽衣
イングリドの弟子で、エーファと同世代の少女。幼いころに親に捨てられていたところをイングリドに拾われる形で弟子になる。
イングリドの店の準備を終えた後、昼間から飲み歩いている彼女を探して回ることが多く、必然的に「のぶ」にもよく訪れるようになる。同世代のエーファとは気が合う様子。
好物は「焼きおにぎり」と「サシミ」。
アルヌ・スネッフェルス
演 - 浅香航大
古都の近隣に領地を持つ貴族の出で、実家の跡継ぎ修行を放り出して古都を遊び歩いている放蕩息子。かつて古都で臣下のイーサクとともにゴロツキたちをシメて回っていたことがあり「酔眼のアルヌ」の異名をもつ。
貴族の跡継ぎを放り出して、吟遊詩人になりたいと願っているようだが、詩の出来栄えはイマイチ。高名な吟遊詩人のクローヴィンケルに尊敬を抱いている。
「のぶ」の常連になってからは、開店前から「のぶ」に入り浸り、イングリドと談笑していることが多い。
のちに父の跡を継いで、サクヌッセンブルク侯爵『アルヌ15世』となる。領土の財政問題を改善するため、名産品である馬鈴薯を使った料理を模索し、酒の供にうってつけな「やみつき馬鈴薯」を考案した。
好物は「テンプラ」。やみつき馬鈴薯を考案してからはこちらもよく注文するようになる。
フランク
声 - こぶしのぶゆき / 演 - 小杉竜一
古都に精肉店をかまえる肉商人。彼自身を中心にした話はないが、鹿肉のメンチカツの「鹿肉」や、ヴルスト（ソーセージ）などをタイショーやシノブに提供したりする。オトーシ（お通し）に関して一家言を持つ。
ドラマ版では妻（演 - もりももこ）も登場し、たまに二人で「のぶ」を訪れている他、恐妻家でもあり、妻の言いつけで「のぶ」の弁当を買いに行かされている。
ヘンリエッタ
古都で親に捨てられて途方に暮れていたところをゲーアノートに保護された少女。エーファより年下だが、北方生まれを思わせる整った容姿をしており、可愛いというより綺麗・妖艶の言葉が似合う。狼歯(ユーバーツァーン)を持ち、狼歯が「狼の子」という迷信を信じる地方の出身で、それゆえに親に捨てられたのだろうと推測したゲーアノートは不便に思い、法的手続きをして保護者になり、女性同士なのと将来薬師として生きていけるようにとイングリドに預けられた。
その後もイングリドに毎月の生活費を渡し、ヘンリエッタのために衣類をはじめとする生活用品を用意するなど父親同然に接し、彼女もゲーアノートを実父のように慕い、イングリドやカミラと共に「のぶ」を訪れてはゲーアノートと一緒にナポリタンを食べることが通例になっている。好物はゲーアノート同様にナポリタンで、他の料理も食べたい時もナポリタンとの組み合わせを信之に相談するほど。のちに父親で貴族のゲオルグが水上交易路復活計画に悪事を働いている事を告白、紆余曲折の末にゲオルグは改心し、ゲーアノートに感謝して家に戻った。

### 客として時折「のぶ」を訪れる人々
ブランターノ
声 - 諏訪部順一 / 演 - 木下ほうか
古都の周辺に領地を持つ男爵位の貴族。貴族内では「気取り屋ブランターノ」のあだ名で呼ばれている。領有している森ではイングリドが薬草などを採っているほか、古都周辺の農民たちが薪拾いをしている。カルラという美人の妻がいる。カード遊びを趣味のひとつとしている。とりわけ豚肉が好きで、美味い豚肉を作るために自領のブランターノの森に豚を放牧しており、シュニッツェル（いわゆるカツレツのようなもの）が好物。妻のカルラは「のぶ」で筍料理を食べて大層気に入っている。
自他共に認める美食家で、ヒルデガルドの挙式の席でアンカケユドーフの話を聞いて「のぶ」を訪れた際に、しのぶが作ったトマトの入った野菜サンドと玉子サンド、カツサンドと三種のサンドイッチを食べて感動し、さらに料理人としての心構えを聞いて感銘し、以後は時折「のぶ」を訪れるようになる。「のぶ」で様々な料理を食べるうちに『食』にもまだ可能性があると、バッケスホーフ騒動時には「のぶ」を守るために帝国議会でラガーの制限撤回を進言し、のちに「のぶ」の提案で領地内で流しソーメン祭りを開催したり山菜や筍狩りを一般でも許可するなど、度量の大きい一面もある。アニメ版では、いくら安定供給のためとはいえ粗悪品のエールが出回っていることに懸念を抱いていた模様で、名誉挽回のために信之としのぶにしっかり製法したエールを飲ませて美味いと認めさせた
クローヴィンケル
演 - 武田鉄矢
ブランターノの友人で、男爵位をもつ著名な吟遊詩人。ゴドハルトが好む詩人であり、アルヌの憧れの存在でもある。
ブランターノ以上の美食家であり、信之の料理人としての腕前を認めてからは、異世界で「のぶ」の料理を広めるのに一役買っている。時折料理人として悩む信之の相談に乗るなど、良き理解者でもある。
好物は美味しい物。特に何かを挙げろと言われたら「フルフル鳥の塩釜」。
ヨハン・グスタフ
声 - 浪川大輔 / 演 - 品田誠
バーデンブルク領伯爵の貴族。姪に子爵家令嬢ヒルデガルド、伯父に古都アイテーリアも所属する帝国の先帝コンラート四世がおり、両親を亡くし幼くして嫁ぐこととなったヒルデガルドを数回、そしてバッケスホーフ騒動後にラガーの制限令を撤回してもらうべく、丁度古都で北方三領会議に赴いていた先帝を一度連れて訪れている。独身であり、時々先帝から結婚を促されているが、本人はあまり結婚する気はない模様。
好物は「アジフライ」。酒は日本酒の類が好きな模様。
ヒルデガルド
声 - 南條愛乃 / 演 - 葉山カナ
バーデンブルク伯ヨハン・グスタフの姪で、登場時12歳。金髪で後髪を赤リボンで結んでいる。早くに両親を亡くし、ヨハン・グスタフの家で育つ。過保護に育てられたため、わがままな面が強く、とくに食事に関しては偏食と胃の弱さもあって周囲の料理人を困らせるようなことをする。
後に「先帝」コンラート四世の孫に当たるマクシミリアンに嫁ぎ、帝国親王妃となる。
好物は居酒屋のぶで「臭くなくて、辛くなくて、酸っぱくなくて、苦くなくて、硬くなくて、パンでもイモでもお粥でも卵でもシチューでもない、美味しいもの」と注文して出てきた「餡かけ湯豆腐」。その他「のぶ」では豆腐がメインの鍋料理を美味しそうに食べている姿が度々描写される。
マクシミリアン
ヒルデガルドの夫で帝国親王殿下。先帝の孫にあたり、ヒルデガルドより1歳年下で初登場時11歳。本人はヒルデガルドを妻として大事にしようとしているが、彼女自身からは弟のようにしか見られておらず、彼女に頼られる男になろうと孤軍奮闘している。
時折ささいなことで機嫌の悪くなる彼女のために、たびたび「のぶ」を夫婦で訪れている。
「先帝」コンラート四世
声 - 立木文彦 / 演 - 大和田伸也
現帝国皇帝コンラート五世の祖父で、帝国前皇帝。皇帝時代は聡明な皇帝として隣国からは恐れられていたが、本人はいたって温厚な人格者である。転んで料理をダメにしたエーファを責めることはせず、彼女の体を気遣って自分専用のハンカチを譲り、それが図らずも、ゲーアノートを勘違いさせることになった。
慢性的な財政難を抱える帝国の新名物とするために、ラガーの流通を制限する勅令を出していた。その勅令によって「のぶ」が騒動に巻き込まれた（通称「バッケスホーフ騒動」）後に、ヨハン・グスタフとともに「のぶ」をお忍びで訪れ、魚料理に舌鼓をうっている。そのとき出された料理と店内で起きた出来事を参考に、後の北方三領邦会議で敵対的だった北方三領邦の代表団たちを大人しくさせて帰順させることに成功する。ラガーの帝都での法的解禁を「のぶ」への謝礼の意を込めてその後行っている。
元々は沿岸地方の貴族の出で、帝室に婿養子になった経緯があり、好物は魚料理全般。とりわけ、鮭の皮を炙ったものが好物。
ジャン=フランソワ・モーント・ド・ラ・ヴィニー
声 - 木村良平 / 演 - 忍成修吾
東王国・オイリアの奇譚拾遺使の男性。
仕事にマジメな分、思い込みと早とちりも激しく、「のぶ」のメニューを口にしては驚いている。
奇譚拾遺使（きたんしゅういし）とは、表向きには、大陸各地の奇妙な話や珍しい話を集め、それを王族に伝え聞かせるのを生業とする集団であるが、大陸各地を巡る仕事ゆえに、各地の情勢を探る密偵という裏の役目も担っている。江戸幕府で言う御庭番である。帝国における同様の組織は「硝石収集局」である。ジャンは奇譚拾遺使の長官の右腕と呼ばれるほど優秀な人物である。
初回は古都の情勢を探るために旅の僧の格好をして訪れ、偶然見かけた「のぶ」に足を運び街の財力を計るためにサラダを注文するが、そこで出された新鮮な野菜で作った数種類のサラダと貴重な香辛料やクジラの肉を出されたことで（アニメではクジラの肉ではなく、フルーツサラダに使われたドラゴンフルーツをドラゴンの秘宝と勘違いし、ドラマではサメの軟骨を出されたことで）、古都の財力とクジラ、ドラゴン、サメをも狩ることができる力を驚異的だと勘違いして慌てて本国に知らせに戻るが、後にそれは間違いだと判明して大恥をかく。本国に戻る時に使用した馬車は、ベルトホルトとヘルミーナの新居となる民家の前の住民が引っ越しするための馬車だったが、金を積んで無理矢理雇ったため、間接的にヘルミーナが「のぶ」で働くきっかけを作った。
その後も変装して何度か「のぶ」に訪れるが、なぜか悉くシノブに素性がバレてしまい、彼女の観察眼に酷く慄いている。また、彼の報告書は「のぶ」の料理などを詳しく記載しているため、検分をする文官たちの間で好評であり、セレスティーヌは彼を古都専任の奇譚拾遺使に任命し、後に興味が沸いた彼女も古都へ赴き、コンラートと出逢うきっかけとなる。セレスティーヌが東王国を去った後もヨーグの君命の下で度々古都を訪れるようになり、セレスティーヌの動向や「のぶ」のメニューを報告する任に就いた。甥も奇譚拾遺使に入りたいらしく、激務の割にはあまり羽振りが良くないので薦めたくないと悩んでいる。
ビョェルン
声 - 楠大典
古都の酒場〈花園の熊〉亭の店主。
看板の名の「熊」のイメージに相応しい風貌で禿げ頭で髭を豪快に生やした顔つきとがっしりした体躯が特徴である。開店以来一日も店を休んだことがないという。店はミードと質素な酒のつまみのみを提供するだけであるものの、それに反して多くの客が訪れ賑わうほどに盛況であった。しかし、寄る年波の影響に加えてある時に腰を痛めてしまったことが原因で経営者としての潮時を感じ取り、長年愛され続けてきた店を閉めることになった。
この時、店の常連客たちは彼を囲み新たな人生の門出を盛大に祝うのだが、その会場に「のぶ」を選んだことからローレンツと偶然再会することとなる。ローレンツとは本人が職人見習い時代のころからの顔馴染みで、ローレンツ自身も〈花園の熊〉亭に若い時から通い詰めていた常連であった。ローレンツから彼を紹介された信之は、同じ飲食店経営者として心から祝福し、その門出祝いとして花束に見立てる形で、初夏の天ぷらの盛り合わせと牡丹鱧の吸い物を提供する。これに感激した彼は、今後「のぶ」の客として自分の店の常連客と顔を交えることを伝え、ローレンツら〈花園の熊〉亭の常連客からも祝われたが、シノブはその彼の背中から本人の「まだ店を閉めたくない」思いが滲み出ていたことを感じ取っていた。
その後、時折「のぶ」でかつての常連客らと酒を楽しむ様子が単行本などで描かれており、この様子から彼も「のぶ」を愛する客の一人であることが窺える。
長年酒場を経営しているだけあってか酒を提供する店の良し悪しを知り尽くしており、ビョェルンは「のぶ」を訪れて直ぐにその魅力に気づき、シノブへ「のぶ」が『好い酒場』の条件を満たしていることを伝えるが、彼女はこの一言から「のぶ」が持つ『好い酒場』の条件が一体何であるかを深く考え始めることとなった。
セレスティーヌ・ド・オイリア
演 - 平祐奈
東王国王女。初登場時19歳。奇譚拾遺使をはじめとする情報機関を統括し、まだ幼い弟で現国王のユーグを補助する「王女摂政宮」。その聡明な才で国内から支持を得ている反面、帝国をはじめとする諸国から「毒婦」と注視されている。敏腕なだけに国内にも反対勢力が多く、国内外を問わず偽書も出回っている。ジャンから幾度も「のぶ」の報告を聞いて興味を持ち、2度ほどお忍びで店を訪れたことがある。その都度、「のぶ」の料理に魅了された。
2度目の来店時に偶然出会った帝国の現皇帝であるコンラートと相思相愛になり、後に政略結婚の相手だと知りつつ婚約を受け入れる。しかし、姉を想うユーグの策により東王国王家との絶縁を言い渡され、そのまま東王国のしがらみなく、帝国の皇后として嫁ぐことができた。
その後は、王女摂政宮のころの知識と経験を生かして帝国の諜報機関である「硝石収集局」や「図書寮」を統括し、その辣腕から「敵にすると恐ろしいが、味方にするとこれほど心強い味方はいない」と先帝から高く評価され認められている。時折、先帝や夫と共に「のぶ」を訪れては共に食事をした。年頃なためかお菓子が恋しくなる時もあり、しのぶ特製のプリンやケーキに舌鼓を打っている。しのぶと年が近いためか、お菓子の話になると真剣に論議するほどの友人関係を築いている。好物は夫、コンラート五世との馴れ初めの食べ物のクシカツと菓子全般、とりわけ故郷の東王国の名産品でもある栗を使った菓子が大好物。
コンラート五世
演 - 平岡祐太
帝国現皇帝。初登場時37歳。聡明でありながらも祖父である先帝と比べられることにコンプレックスを抱き、帝国を盤石なものにしようと日々精進し、結婚など微塵も考えておらず、それを良しとしない先帝より東王国・王女摂政宮のセレスティーヌとの縁談を持ちかけられる。政略結婚に従う気はないと単身抜け出した際に古都で「のぶ」を訪れたセレスと出会い一目惚れをし、政略目的でセレスティーヌとは結婚しないと先帝と対立するも、セレスがセレスティーヌと知り一転して婚約を受け入れ、晴れてセレスティーヌと結婚した。
その後は妻や身内との時間を作ることも心がけるようになり、時折祖父や妻と共に「のぶ」に訪れては団欒で食事をするが、常連客の間では帝室が「のぶ」で食事をすることは暗黙の了解となっており、東王国（ジャン）から届けられた栗の皮剥きで、信之も驚くほどの早さで栗の皮剥きをこなし、新しく「栗の皮剥き名人」の称号を持とうかと真剣に考えたことがある
トマス
演 - 猪野広樹
古都の司祭。若いながらも司祭職にあり、秀麗な顔立ちから女性ファンも多いようだ。教会内ではエトヴィンよりも上級の職位にあり、時々役目を抜け出して「のぶ」で飲んでいるエトヴィンを窘める立場にあるが、いつの間にか感化されて時々「のぶ」を訪れるようになっている。
司祭職の傍ら、天文観測にも力を入れており、観測の結果、この世界では信じられている天動説が過ちで、地動説が正しいのではないかと考え、その事を公表するかどうか悩んでいたが、今はまだ時期尚早だと理解し、公表は控えている。
好物は「秋ナス」。エドウィンが頼んだ清酒を誤って飲んでしまった際、酒に滅法弱いことが判明したが、本人に自覚は無い。
コミックス版では天体観測を続けて目疲れをおこし、かといって天体観測を休むわけにはいかないと悩んでいたところでしのぶから鯖は目にも良いと聞き鯖を食すようになり、特に「サバ味噌定食」のご飯との調和、そして煮汁をご飯にかけて食べるのを大層気に入り、時折昼にエドヴィンと共に「のぶ」へ訪れるようになる。
イーサク
演 - 才川コージ
アルヌに仕える料理人。アルヌにとっては無二の親友であり、彼が古都で無茶をしすぎないよう静止するお目付け役でもある。
アルヌとは対象的に真面目。どんな料理でも再現する自信があるというが、「のぶ」の料理は再現のしようがないと、最初から驚愕していた。
放蕩を繰り返すアルヌには時々手を焼いている。
好物は「一角鹿の燻製肉」。牛蒡も元の形から想像できないくらいに美味しく調理していると気に入っている。
ロドリーゴ
演 - 松尾諭
聖王国から古都に派遣された大司教。
イングリドとは学僧院時代の同期で、当時背が低かったことから「チビ」と呼ばれていたが、現在は縦にも横にも大きくなっている。当時、自身の不始末を庇う形でイングリドが学院を去ったことを悔いており、後に大司教になるほどの力を得てからは、イングリドの「魔女になる」といった言葉を手掛かりにして、各地で魔女を探していた。それが世間には「魔女狩り」と誤解されることとなったが、公務ではないため教会の人間を動かすわけにはいかず、結果として誤解を放置することとなった。
元々、北国でもある古都に赴任したことに不満を持っていたが、悪巧みを働いていたダミアンにより「のぶ」が魔女の塒であると聞き訪問。そこでイングリドと再会することができた。運が向いてきたとこれを機に聖王国の派閥内で力を振るおうとするも、逆にダミアンを介して毒殺されそうになっていたことが判明。イングリドから派閥争いから手を引けと忠告され、以後はイングリドやエトヴィンと共に古都に身を置くことを決意した。
好物は「ラ・ノール豚のラグー」。
フーゴ
演 - 平埜生成
ローレンツの長男でハンスとは異母兄弟にあたる兄。衛兵になったハンスとは異なり、父ローレンツと同じくガラス職人となる。母親似でハンスとは違い、黒髪の素朴な青年。
ローレンツからのガラス職人としての腕前は「そこそこの才能」という評価だったが、粘り強い努力で教会からのレンズ磨きの仕事を成功させた。集中すると他のことが目に入らなくなるところは、ハンスと似ている。トマスが使っている望遠鏡は、フーゴが磨いたレンズを使用しており、のちにこのレンズが「眼鏡」に転用されるようになり、眼鏡の重要度に着目したロンバウトと眼鏡の事業をはじめることとなる。
好物は「干したボウズギョラ」。
ロンバウト・ビッセリンク
帝国北西部商圏最大の商会「ビッセリンク商会」の御曹司。バッケスホーフが失脚し、市場に大穴の空いた古都の秩序を取り戻したい父・ウィレムの判断で支店長として古都に赴任した。最初のうちは何も突出したものが無いと落胆していたが、市参事会で「のぶ」の仕出し弁当を食べ、あまりの食材の豊富さに驚愕し、その後「のぶ」を訪れた際にフーゴと出会い、眼鏡の重要さと高い完成度に着目し、眼鏡の事業をはじめようと決意した。女性向けにデザインした眼鏡のフレームや伊達眼鏡も発案して業績を伸ばし、後の晩餐会にて父・ウィレムの後押しもあり、兼ねて構想していた「水上交易路復活計画」を宣言した。彼もクローヴィンケルに憧れており、ゴドハルトとアルヌとは詩の交流をする仲となり、クローヴィンケルに逢う約束をアルヌに取り付けている。
好物は「アスパラガス」。「のぶ」では「冷やし中華」も気に入っている様子。
マルコ
大陸中を渡り歩いて商売をする遍歴商人。大市で賑わう古都を訪れ、「のぶ」で数々の料理を食べて故郷を思い出し、いつの日か故郷で商会を興して故郷を豊かにすると決意を固める。その際に以前入手した大豆を「のぶ」に置いていき、この世界にも大豆が存在する事を「のぶ」の面々が知るきっかけを作る。
のちに遍歴商人から足を洗い、古都を拠点に商売することを決意し、その第一歩として店と土地を購入し、のちの「水上交易路復活計画」がきっかけで土地価格が高騰し、各商会や商人から土地の売買を求められ、偶然「のぶ」で居合わせたウィレム・ビッセリンクの案により、土地を売るよりも貸すことにより利益を増やすことに成功する。「のぶ」を訪れたのが縁でアイゼンシュミット商会やビッセリンク商会とも縁ができた。
しばらくして新たな販路を持とうと、東王国の品質の高い林檎を使った林檎酒を古都で独占販売する事を決意し、林檎園の持ち主である貴族を接待するために「のぶ」へ連れて行き、商談を成功させた。
北方三領邦のシスティンマーク伯領の沿岸部出身で、とりわけ海の幸が好物で、特に雲丹を使った肴に冷酒で呑むのが好き。
リュービク
古都の老舗料亭宿・「四翼の獅子」亭の副料理長。亡母・ストロガノフが大公国の出身で、その影響で「のぶ」を「ノヴ」と言うなど独特の発音をする。信之とほぼ同年齢。伝説の料理人・リュービクの末裔で、小リュービクとして名が知られており、現リュービクで総料理長でもある父・大リュービクと共に働いており、代々リュービクが受け継ぐ「獅子の四十七皿」を短期間で習得するほど天性の才を持っているが、自身の味覚に自身を持っていないことを大リュービクに看破されて自信を失い、しばらくの間は厨房に立たず自室に茫然と佇む日々を送っていた。ある日女中のパトリツィアから「のぶ」のことを聞き来店、同年齢の信之の腕と日々努力している姿を見てライバル心に火が付いて立ち直り、その後も「リュー」の名で「のぶ」を訪れ、ハンスの才能を気に入り、客の立場としてハンスに指導をしている。
晩餐会の前日、大リュービクより正式にリュービクの名を受け継ぎ、新しい料理を作ろうと「のぶ」の全員に自分の正体を明かし、信之の許可をもらってハンスを補佐として厨房に招いて試行錯誤の末に亡母の故郷の料理を元にした「獅子の四十八皿 【ストロガノフ流煮込み】」を発明、招待客たちの称賛をもらい、晩餐会を成功させた。
その後も「のぶ」に訪れては信之の料理を食べたり、無理を言って信之の代わりに「のぶ」の厨房に立って腕を奮ったり、ハンスの指導をしつつ信之と料理の「競演」をしたいと思う傍ら、ハンスにも「のぶ」の料理技術に加え、自身の料理技術も習得させて「共演」したいと思い、後のアルヌとオーサの掠奪婚前夜祭に「のぶ」の一同に調理の協力を依頼、当日「四翼の獅子」亭で大人数の料理人に的確な指示を与えながらも手早く調理する信之に関心しながらも「競演」と「共演」が叶えられたと感動し、「四翼の獅子」亭と「のぶ」が2日間にわたって全身全霊をかけて調理した大宴会料理は「四翼の獅子」亭の伝説のひとつとなった。
パトリツィア
「四翼の獅子」亭の女中。同じ「四翼の獅子」亭で働いている親戚のシモンの誘いで「のぶ」を訪れ、数々の料理と酒に魅了される。しのぶと同格なほどの味覚の持ち主で、ある時厨房で料理を作るリュービクから料理の中の素材の数を当てるよう試され、他の料理人すら当てられなかった「隠し味」まで言い当て、以後は料理の吟味役となる。シモンに淡い恋心を抱き、両親が内縁婚だったのもあり、自分もそんな恋をしてみたいと思い「四翼の獅子」亭で働きだした経緯を持ち、のちに彼の告白によりお互い両想いだと知り晴れて恋仲となり、デートの際には「のぶ」を訪れ、その鋭い味覚に信之としのぶも張り合いのある客だと気に入る。のちにある勘違いから、オーサの略奪婚の後押しもあり、彼女の方からプロポーズする形で婚約した。酒好きで呑みすぎると笑い上戸になる。
イーゴン
ニコラウスが衛兵を辞めた後に入隊した新人衛兵。猟師の家系出身で体格が良く、剣術と弓術にも長け、一見すると英雄にも見れる顔立ちをしている。生真面目で堅物のため、「有事に備えて」と食事は味わわずに早食いしているため、その癖を直させようとベルトホルトに「のぶ」に連れられ、賄い飯のチャーハンを食べて気に入り、時々「のぶ」を訪れるようになる。リオンティーヌを手練れの戦士と見抜き、後に衛兵隊の人手不足を解消すべくベルトホルトに女性の求人を進言した。好物はチャーハン。
ヒエロニムス
衛兵隊の兵站担当で、細身で無口な目の細い男。祖父の代から衛兵隊で兵站を務めており、実戦には向いていないが兵站としては非常に優秀で、衛兵隊の影の立役者として一目置かれている。イーゴンとは同世代なのもあり友人として接しており、後に彼と共に女性隊員の起用をベルトホルトに進言する。「のぶ」を訪れるまでは甘い蜂蜜酒しか飲めなかったが「のぶ」で梅酒を飲んで大層気に入り、時折事前に献立を立てて「のぶ」を訪れるようになる。好物は梅酒。後にトリアエズナマは呑めるようになり、喉越しを気に入っている。
オーサ・スネッフェルス
北方三領邦よりも北方に位置する「凍てつく島」ことスネッフェルス分王国の姫君。アルヌのサクヌッセンブルク侯爵家とは元を辿れば同じ家系であり、アルヌの許嫁でもあったが、北方三領邦と帝国との長い戦争の上に、距離のあまりの遠さにそれまで文通でしか交わしたことがなく、「銀の虹の髪を持つ美女」という噂で人物像を描いていた。実際は「北方の至宝」とも呼べるほどの美貌を持ちながらも、大叔母で「生きる伝説」とも呼ばれている戦士・ウルスラの下で槍術を習い、並の戦士なら叩き伏せるほどに強い。同時に花嫁修業として家事も習っているが、料理に関してはあまり上手ではない模様。また、思い立ったら周りを見ずに突っ走る傾向がある。
彼女自身もアルヌに恋い焦がれていたがいつまでも迎えに来てくれないため、北方の伝統にならい「掠奪婚」で逆にアルヌを迎えに来ると宣言、密偵を使ってアルヌが「のぶ」を訪れることを知り、髪を黒く染めて単身訪れ、テンプラを美味しそうに食べているアルヌの姿を見、信之にテンプラの作り方を教わった。
後に会場である「四翼の獅子」亭にてアルヌと一戦し、戦いの果てにアルヌから愛していると告白され婚約を受け入れ、「未熟者」として婚約にも難色を示していたウルスラも、考えた末に考案した「オデンのダイコンのテンプラ」で見事討ち果たし、晴れてアルヌと結婚した。

### その他
白狐
声 - 下田麻美
日本側の「のぶ」の近所にある稲荷神社に祀られている神の使い。商売が成り立たなさそうだった「のぶ」の入り口を、「倉稲魂命のお力で向こうの土地につなげた」張本人。アニメ版では「のぶ」の開店の日に稲荷神社に願掛けして1万円札を奉納したしのぶの信心深さと願いに応えて向こうの土地へ繋げた経緯が語られており、後に客として訪れ、奉納した1万円札で支払ったが、彼女の正体を察したしのぶにより、古都へ繋げた感謝の気持ちを込めて神棚に再び奉納された。
あるとき、「のぶ」の裏口から日本に迷い込んだエーファを古都に送り返す際、普段は油揚げが神棚のお供えとなっているのを「月1回稲荷寿司にする」よう、伝言を頼んだ。何度も「のぶ」を悪意で陥れようとしたダミアンは、白狐の逆鱗に触れ、彼が「のぶ」の裏口から逃亡した際に日本とも古都とも異なる空間の千本鳥居の結界に数日間閉じ込め衰弱させた。
原作では白い狐の姿のみであるが、アニメ版などでは黒髪の切れ長の目をした巫女装束の女性の姿をとっており、エーファは彼女を追いかけて日本に迷い込むことなく、彼女自身が居酒屋のぶに先述の人間の姿で客として現れている。
好物はもちろん油揚げと稲荷寿司。
ダミアン
声 - 井上和彦 / 演 - 梶原善
作中で「のぶ」に対して最も敵対的な人物。権力ある他者の顔と名を笠に着る小悪党。最初に「のぶ」に現れたときはブランターノ男爵に仕える従者で、ブランターノを古都で近頃評判の「のぶ」に招こうと強引にブランターノ名義で貸切を要求し、当然二つ返事で了承されると思ったシノブに断られるとゴロツキたちを店の前で睨みを利かせて他の客を寄せ付けないようにする、ブランターノにわざと「のぶ」が一料理屋の分際で立てついたと悪意を込めて伝えるなどの営業妨害に打って出た。その後、「のぶ」を気に入ったブランターノに解雇され、それ以来「のぶ」が原因だと逆恨みし、様々な手を使って「のぶ」を窮地に立たせようとするがことごとく失敗、ついには「魔女騒動」の時に白狐の怒りを買い、千本鳥居の結界に数日間迷わされ衰弱したところを衛兵に捕まり、「魔女騒動」をはじめ数々の悪事の容疑で投獄された（アニメでは、「のぶ」から逃げる際に、ゲーアノートの命で待機していたハンスとニコラウスによって逮捕される姿が描かれ、ラガー密輸に関与していないものの、逆恨みで「のぶ」を潰そうとした罪でアイテーリア領を永久追放された）。
後に裏社会に根回しして偽の嘆願書が出回り、結局コンラートとセレスの婚姻による特赦で釈放されたものの、邸宅を没収され帰るところが無くなり、海を渡って連合王国に来て旅籠に長期滞在し傷心を癒訪れた客に愚痴をこぼしているが、誰もが自業自得だと思っている。この時に酒浸りの毎日を送っているためか、若干アルコール中毒になっている様子。
「のぶ」を逆恨みしているばかりに、最後まで「のぶ」での料理を頑なに突っぱねて食べなかった人物。
好物は「ブルートヴルスト」
バッケスホーフ
声 - 大塚明夫 / 演 - 篠井英介
豪商である「バッケスホーフ商会」のトップにして、古都参事会の議長を務める中老の男性。
背が高いがやせ細っている。性格は強欲で陰険、目的のためならば手段を選ばず、さらに狡猾で奸智に長け、常に相手の先手を打つ計算高い人物でもある。
ダミアンに唆される形で「のぶ」を訪れ、店ごと買い取ろうとしたが、それに応じないとみると、今度はトリアエズナマが禁制品である「ラガー」であると指摘し、参事会の調査対象にして「のぶ」を潰そうと画策する。 さらにヘルミーナを妾にしようと教会にベルトホルトとヘルミーナの婚姻無効調査願いを受理させようとした。
しかし、店を調査するようにと命じたゲーアノートが「のぶ」の味方をして無実を証明したばかりか、逆になぜ禁制品のラガーの味を知っていたのかを指摘され、さらにラガーが商会に密輸されていたことが判明したことで、自身の悪事が暴かれてしまい失脚した（アニメでは、ゲーアノートの命で待機していたベルトホルトによって、ダミアン共々逮捕される姿が描かれ、またドラマ版ではヘルミーナを妾にしようとしたことに対してのベルトホルトの「静かな怒り」が演出されていた）。
その後は議長の立場を利用して自身の商会に便宜を図っていたことや禁制品の密輸など数々の悪事が発覚して投獄され、自身の財産は全て没収され、トップを失い、元々後継者を考えていなかった商会も混乱状態となり、傘下の小商会も見切りをつけて脱退するなど徐々に衰退し、やがてバッケスホーフ商会は古都から完全に消滅、2年後の大市のころになると新議長マルセルの良政に加え、ビッセリンク商会が台頭し、コンラートとセレスの婚姻による特赦でバッケスホーフは釈放されたが、その後の消息は不明。
マルセル
織物職人ギルドのマイスターの一人で、失脚したバッケスホーフの後任の参事会議長。61歳。恐妻家かつ愛妻家であり、古都の隣街に娘夫婦が住んでいる。
「他に人がいない」という消極的な理由で選ばれた新議長ではあるが、就任後は古都の物流全てに目を通すなど勤勉に働き政治家として急速に成長している。
「のぶ」の酒や料理は気に入ってはいるが、参事会議員も顔を出すことから癒着を恐れて積極的に来店することはない。「のぶ」では主に焼き鳥を食べる。
ロルフ
声 - 野島裕史
肉料理を専門に扱う料理宿<飛ぶ車輪>亭の店主。
小柄な体格の初老の男性で見た目は温厚な老紳士。肉をミンチにして捏ね焼き上げた「フランシュプ＝フランツェル」というハンバーグのような料理を店の名物としている。
「のぶ」の噂を耳にしてから同業者として対抗意識を秘かに持ち続けており、妻のコローナと共に偵察を兼ねる形で「のぶ」を訪れた。
始めはアイテーリアの店の情報に乏しい信之を下に見るような言動を見せ、同時に挑発めいた一言を出したが、負けん気の強い信之はフランクから貰い受けていた肉類の中から、臭み抜きでヨーグルトに漬け込んでいた仕込み中の鹿肉を使ったメンチカツを作り提供する。これを食したことからロルフ夫妻はその考えを改め、気を引き締めなおして店を運営することを誓いつつ「店の営業に必要なものが何であるかを気付かせてくれた」として信之に礼を言った。
コローナ
声 - 新井里美
ロルフの妻で<飛ぶ車輪>亭の共同経営者。
見た目は気が良く優しそうな老婦人であるが、思い込みが強い面があり強引な性格の持ち主。何かに夢中になると周りが見えなくなってしまうのが玉にキズ。
ロルフ同様「のぶ」の噂を耳にしてから同業者として対抗意識を秘かに持ち続けているが、傍らでシノブに対して興味を持っており、彼女の働きぶりを「のぶ」周辺で常に観察していた。この時、素性がばれないようフードマントを纏って見張り続けていたことや、その動きがまるきり不審者そのものであったために通行人からは奇異な目で見られ、「のぶ」店内でやり取りを傍から見ていたハンスには「ヤバい人」と断言されてしまう。
「のぶ」を訪れた目的はシノブへ見合い話を切り出すためで、シノブを自分たちの孫の嫁にしようと目論んでいた。だが、シノブ本人は過去に見合い話を出されて反発した苦い経験から滅入ってしまい、その様子を見たコローナは要件を伝えることを一旦休止する。
信之から提供された特製の「鹿肉メンチカツ」をロルフと共に食し、その味に感銘を受けると同時にこれまで夫婦で自分たちの店を切り盛りして来たことを振り返った。
ヴォルフラム
声 - 清水はる香
ロルフ・コローナ夫妻の孫の少年。年齢は7歳。見た目からでも分かる遊び盛りの子供で、コローナに懐いている。
夫妻の帰りが遅いことで心配になって探しに行ったのだが、途中で道に迷ってしまい、古都の馬借・木賃宿通りを彷徨っているところを「のぶ」へ行く途中のフランクと偶然出会い、「のぶ」へ同行することとなる。そして無事にコローナと対面するのだが、この時にシノブがコローナから切り出された見合い話で「孫の相手になってほしい」と言われたことを思い出し、疑問に感じてコローナに詳細を訊ねるとこれがコローナ自身の勘違いと思い込みが発端であったことが判明する。
実はコローナはシノブが14歳から15歳の少女に見えており、その歳で手早く仕事が出来るなど器量が良いということで自分の孫の嫁に相応しいと考えていたために上述の見合い騒動を起こしたのだった。
シノブから実年齢を伝えられたロルフとコローナは大変残念がっていたものの、自分たちのせいで「のぶ」の常連客やシノブと信之に見合い話を切り出して迷惑をかけたことを謝罪している。
その後、この件が「のぶ」で常連客の間でしばらく話題にされることとなり、シノブ本人は複雑な心境であった。
エンリコ・ベラルディーノ
大司教の腹心で、占いの専門家。
いわゆる「霊感」のようなものを持っているようで、ダミアンにそそのかされて訪れた「のぶ」で、具入りのプディング（＝茶碗蒸し）を使って「占い」をして、この店が魔女の塒かどうかを神に問うということをしていたが、白狐の「気」を感じ、そのまま店を飛び出して行った。
「のぶ」で一度口にしてから、茶碗蒸しをもう一度食べたいと思っている。
シャルロッテ
演 - 中村里帆
セレスティーヌが王女摂政宮のころより従事していた侍女。セレスティーヌとはそばかすを除いてほぼ生き写しなこともあり、お忍びで城を抜ける際には影武者を務める。後にセレスティーヌが帝国に嫁ぐ際に侍女として付き従い、セレスティーヌの健康管理にも気を使い、年頃ながらに甘い物を欲する彼女に対して「太る」と制限を呼びかけている。
ユーグ・ド・オイリアII世
東王国現国王。初登場時12歳。「英雄王」と謳われた父親である前国王が早去したため、幼齢でありながら王位を継ぐこととなり、姉・セレスティーヌの助力もあり国王を務めていたが、姉に負けないほどに聡明な彼としては姉の幸せを願っており、姉が帝国へ嫁ぐ際に国王権限で絶縁を言い渡し、姉を王女摂政宮の責務から解放し、姉の幸せを心から祝福した。
ゼバスティアン・フォン・ホーエンバッハ
先帝・現皇帝と二代に渡って仕える中務卿であり、帝国の諜報機関である「硝石収集局」や「図書寮」の統括者。代々の貴族ではなく大学出身の法曹家で、コンラート五世の相談役も務める。「硝石収集局」や「図書寮」に、諜報活動のついでに私用で各地の酒を調達させるほどの無類の酒好きで、「のぶ」でも店主に無理を言って日本酒「天狗舞」を一瓶譲り受けた。老齢なこともあり最近は諜報機関統括者としての引退を考えている模様。
ベネディクタ
ロンバウトの秘書で、赤い髪の美人。東王国時代からロンバウトに付き従っており、彼に恋慕を抱いている。後にロンバウトの案で伊達眼鏡をかけるようになり、その結果、諸国の貴族の令嬢なども伊達眼鏡を求めるようになった。
大リュービク
古都の老舗料亭宿・「四翼の獅子」亭の経営者にして現総料理長。元々は料理人としては凡才だったが、血の滲む努力をして料理の腕を上げたのみならず、「獅子の四十七皿」のレシピを書籍にして料理人たちに指導するなど、料理界に革命をもたらしたが、年齢と共に味覚障害に陥る。後に立ち直った息子の小リュービクに晩餐会の総指揮と、「リュービク」の名を正式に継承させ、無事に晩餐会を成功させた息子を心から祝った。
ウィレム・ビッセリンク
帝都に本社に構える大商会「ビッセリンク商会」の創設者にしてロンバウトの父親。鋭い推察眼と先見の明、そして卓越した手腕で一代で大陸有数の大商会にまで成長させ、自身の老いを理由に一線を退き、長男のロンバウトを後継者として選んでおり、「のぶ」の存在とバッケスホーフ騒動のことを知り、これから古都は交易の中心地になると見据え、ロンバウトに功績を持たせるべく古都に赴任させた。のちに時期相応としてロンバウトの名義で「四翼の獅子」亭で晩餐会を開催し、ロンバウトが水上交易路復活計画を宣言することにより、ビッセリンク商会の次期総帥として貴族や豪商たちに認めさせることに成功した。エトヴィンと大ビューリクとは若いころに聖王国で知り合ったころからの仲であり、時折「四翼の獅子」亭で集まっては昔話をしている
ヨダ・コーザ
連合王国西方のナ・ガルマンで醤油職人をしている50代の男性。実は彼も日本人で、本名は「依田康三郎（よだ こうざぶろう）」という。十数年前に実家が経営していた醤油工場に現れた扉を通じて異世界を行き来し、その後ナ・ガルマンで妻と出会い結婚した。妻が娘のリサを身籠ったときにヨダが日本から戻らないかもしれないと思い込んだ妻が日本へ通じる扉に放火してしまい、日本へ戻ることができなくなった。しかし日本の両親も死去し身内もおらず、あまり未練もなかったため、異世界でヨダ・コーザとして生きることを決意し、日本から持ち込んできていた大豆を栽培して、醤油を製造していた。後に連合王国で「ショーユ」の名称で広まることとなる。
ある日古都から逃亡し、旅籠に長期滞在していたダミアンから「のぶ」の話を聞き、故郷の者と話がしたいと「のぶ」に訪れ、数々の和食を食べ、両親の墓参りもしたいと日本へ帰郷。ヨダを迎えに来た娘婿のコルムから扉を放火した後の事実と謝罪を聞かされたが、それでも妻を恨んでおらず、「のぶ」に醤油と大豆を卸すことを約束し家族の待つ地へ帰宅した。
彼が使っていた扉は地元の神隠し伝説に関わっていた天狗によるものだと、文献などを調べて明らかになったが、妻がリサを出産した事で彼には扉が使えなくなり、娘のリサのみが扉のあった空間を通じて日本へ行き来することができるようになった。また今度はリサが身篭ったことにより彼女も扉を通れなくなった事から、元々世継ぎの一人だけが扉を通ることができるという事実が明らかになった。
好物は日本食（和洋中問わず）ならなんでもであり、特に彼独特のものとしては「醤油を多めにかけたカレーライス」だが、元々貧しい日本での実家で質が悪い材料のカレーの味をごまかして食べていたためのもので、居酒屋のぶで出されたカレーライスには「このカレーは醤油をかけるには美味し過ぎる」と漏らした。
ウルスラ・スネッフェルス
帝国北方領の貴族でオーサの大叔母。かつて幾多の激戦を渡り歩いて帝国北方領を護り抜き、「戦乙女」や「単騎無双」などの幾多の呼び名を持つ「生きた伝説」こと「槍のウルスラ」と呼ばれた女傑。リオンティーヌの憧れでもあり、エーファもお伽噺の英雄として知っていた。花嫁修業で自領に訪れていたオーサに槍術をはじめとする武術を教え、家事なども教育していたが、アルヌを掠奪しようと古都に行ったオーサを「未熟者」として連れ戻すため自身も古都に迎い、老齢ながらもゴロツキ連中を叩きのめす姿は一時期古都の都市伝説になった。
後に「のぶ」を訪れ、リオンティーヌから「四翼の獅子」亭で掠奪婚をすることを聞き、当日はリオンティーヌと共にオーサを諫めに来店、侯爵軍と衛兵、河賊を2人で叩きのめし叱咤するも、オーサが挑んだ料理勝負で、オーサが作った「オデンのダイコンのテンプラ」を食べ、人生ではじめて勝負に負けたと感服し、2人の結婚を認めた。
バルタザール・ヘムレンゼン
古都に近いグロッフェン領を治める男爵で、古都をはじめとする帝国領内の河賊をまとめることから「河賊男爵」とも呼ばれている。数々の戦を潜り抜け、老齢ながらも鍛え抜かれた肉体と、顔の刃物傷が特徴。亡妻が古都の出身なことから古都の墓地に埋葬しており、時折墓参りに訪れる。
オーサがアルヌを掠奪するために河賊を相手に掠奪婚の協力者を募っていたところに出会い、オーサのアルヌを想う心に動かされ助勢を決意、大河で河賊の取り締まりをしている麾下の元河賊や、その伝手で河賊の大将たちに声を掛け、大集団で掠奪婚の準備をしていたが、後に双方の勘違いであったことが分かり、アルヌ率いる騎士団と和解し、2人の結婚を祝った。
兼ねてより男爵の実とソバの実しか獲れない自領の民を豊かにさせる方法を模索しており、略奪婚の折に懇意になったエドヴィンとアルヌの誘いで「のぶ」を訪れ、その時に出された「双月そば」を食してソバの実で販路を築くことを決意、アイゼンガルド商会を通じてソバの実を流通させ、「のぶ」での双月そばの人気も相成って、「のぶ」からそば食文化が広まってくれればいつの日かグロッフェン領はソバの名産地になると期待している。
マグヌス・スネッフェルス
スネッフェルス侯爵家次男でアルヌの弟。3歳年下で顔立ちがアルヌに似ている。公務をそつなくこなすほどに優秀で、アルヌは彼が後を継ぐべきと考えているが、彼自身アルヌのカリスマ性を高く評価し、彼こそが後を継ぐべきと考えており、後にアルヌが後を継いだことに安堵の息を漏らす。アルヌから「のぶ」のことを聞かされているものの立ち寄るきっかけがなく敬遠していたが、ふとした出来事がきっかけで「のぶ」を訪れ、兄やイーサクが薦めるだけのことはあると「のぶ」の料理やおもてなしに満足した。のちにクローヴィンケルと出逢い、話を交わす内に吟遊詩人になる事を決意。周囲から反対されるもアルヌが周囲を説得してくれたのもあり認めてくれ、正式に家督を放棄して吟遊詩人としての人生を歩んだ。
ゲオルク・フォン・ウンターベルリヒンゲン
古都近辺の貴族でヘンリエッタの父親。事あれば様々な難癖を付けて賠償金などを徴収する事から「鼠の騎士」として悪名が高い。水上交易路復活計画において自領の河川通行税に影響が及ぶと難癖を付けて様々な妨害工作をした上でアルヌに賠償金を求めたが、アルヌがコンラート5世と協議してベルフラウ河を帝国直轄領にした事で通行税が廃止になった事。ヘンリエッタの懇願により目が覚め、詐欺まがいの悪事から手を洗う事を心に決めた。
塔原（とうはら）
演 - 木村祐一
料亭「ゆきつな」の板長で、信之の師にあたる。「のぶ」については以前からしのぶの家族が興信所を介して居所を突き止めており、「ゆきつな」も経営不振で暇になったこともあり、信之の様子を見に来店した。
信之の料理を食べ、味に迷いがあるが成長しようとしている「良い迷い」であることを指摘し、これからの信之の成長に期待し「ゆきつな」に帰った。この時、信之に「守破離」という言葉を伝え、現在の信之が「破」の段階にあるとして、客に育ててもらいながら成長するようにアドバイスを送っている。意外にも洋食も好んでおり、信之にアヒージョを注文して彼を驚愕させている。
ドラマ版では関西出身という設定で関西弁で会話し、常に味の研究をしているとタピオカミルクティーをはじめとする今風の食べ物も食べているという設定が追加されている。
しのぶの家族
作中では料亭「ゆきつな」の大女将である母親、現社長である父親、人数は不明であるが、兄弟の存在も語られている。先代社長である祖父の死後、時代に対応できなかったことで経営不振に陥り、「ゆきつな」を立て直すためにしのぶを銀行副頭取の子息と結婚させようとした結果、しのぶは親子の縁を切って家出した。興信所を使い「のぶ」のことも知っているが、未だに「のぶ」には訪れていない。
後にしのぶの方から会談を申し入れ再会したが、結局喧嘩別れに終わったものの、その後は互いに電話をするくらいにはなっているという。
ラ・ヴィヨン卿
本作品のスピンオフ作品異世界居酒屋「げん」の登場人物。東王国の貴族で本作品にも時折名が出ている。「食い道楽（グルマン）」と呼ばれるほどの美食家であり、過去に古都を訪れた際に「のぶ」で数々の料理を食べた経験があり、後に招かれた「四翼の獅子」亭の晩餐会で出てきた「獅子の四十八皿」の調味料に、「のぶ」や「げん」で味わい、連合王国で出回っているショーユが使われていると言い当てるほど。他にも「げん」で食べたカレーウドンを「幾多の香辛料を使った、宇宙創生以前の混沌のような味」と絶賛し、「のぶ」を訪れた東王国の貴族ミシェル・ヴェルダンも「のぶ」にもカレーウドンが存在したことを知り驚愕した。

## 既刊一覧

### 小説

#### 単行本
- 蝉川夏哉（原作）・転（イラスト）『異世界居酒屋「のぶ」』 宝島社、既刊7巻（2021年7月8日現在）
  1. 2014年9月24日第1刷発行（9月10日発売[94]）、ISBN 978-4-8002-3057-7
  2. 2015年2月23日第1刷発行（2月9日発売[95]）、ISBN 978-4-8002-3721-7
  3. 2015年7月8日第1刷発行（6月24日発売[96]）、ISBN 978-4-8002-4174-0
  4. 2015年12月18日第1刷発行（12月4日発売[97]）、ISBN 978-4-8002-4877-0
  5. 2018年4月21日第1刷発行（4月7日発売[98]）、ISBN 978-4-8002-5903-5
  6. 2019年5月25日発売[99]、ISBN 978-4-8002-9523-1
  7. 2021年7月8日発売[100]、ISBN 978-4-299-01830-4

#### 文庫版
- 蝉川夏哉（原作）・転（イラスト）『異世界居酒屋「のぶ」』 宝島社〈宝島社文庫〉、既刊7巻（2022年6月7日現在）
  1. 2016年8月18日第1刷発行（8月4日発売[101]）、ISBN 978-4-8002-6000-0
  2. 2016年12月20日第1刷発行（12月6日発売[102]）、ISBN 978-4-8002-6503-6
  3. 2017年3月18日第1刷発行（3月4日発売[103]）、ISBN 978-4-8002-6873-0
  4. 2017年11月21日第1刷発行（11月7日発売[104]）、ISBN 978-4-8002-7795-4
  5. 2018年12月20日第1刷発行（12月6日発売[105]）、ISBN 978-4-8002-9101-1
  6. 2020年4月21日第1刷発行（4月7日発売[106]）、ISBN 978-4-299-00391-1
  7. 2022年6月21日第1刷発行（6月7日発売[107]）、ISBN 978-4-299-03031-3

### 漫画
- 蝉川夏哉（原作）・転（キャラクター原案）・ヴァージニア二等兵（作画） 『異世界居酒屋「のぶ」』 KADOKAWA〈角川コミックス・エース〉、既刊20巻（2025年7月4日現在）
  1. 2015年12月29日初版発行（同日発売[108]）、ISBN 978-4-04-103780-5
  2. 2016年7月4日初版発行（同日発売[109]）、ISBN 978-4-04-104425-4
  3. 2017年2月4日初版発行（同日発売[110]）、ISBN 978-4-04-104426-1
  4. 2017年7月4日初版発行（同日発売[111]）、ISBN 978-4-04-105793-3
  5. 2017年12月29日初版発行（同日発売[112]）、ISBN 978-4-04-105794-0
  6. 2018年5月2日初版発行（同日発売[113]）、ISBN 978-4-04-106842-7
  7. 2018年10月4日初版発行（同日発売[114]）、ISBN 978-4-04-107365-0
  8. 2019年3月4日初版発行（同日発売[115]）、ISBN 978-4-04-107916-4
  9. 2019年9月4日初版発行（同日発売[116]）、ISBN 978-4-04-108598-1
  10. 2020年3月4日初版発行（3月3日発売[117]）、ISBN 978-4-04-108599-8
  11. 2020年10月2日初版発行（同日発売[118]）、ISBN 978-4-04-109818-9
  12. 2021年4月2日初版発行（同日発売[119]）、ISBN 978-4-04-109819-6
  13. 2021年10月4日初版発行（同日発売[120]）、ISBN 978-4-04-111817-7
  14. 2022年3月4日初版発行（同日発売[121]）、ISBN 978-4-04-111818-4
  15. 2022年7月4日初版発行（同日発売[122]）、ISBN 978-4-04-112713-1
  16. 2022年12月28日初版発行（同日発売[123]）、ISBN 978-4-04-113421-4
  17. 2023年10月4日初版発行（同日発売[124]）、ISBN 978-4-04-114129-8
  18. 2024年5月2日初版発売[125]、ISBN 978-4-04-114826-6
  19. 2024年12月4日初版発売[126]、ISBN 978-4-04-115489-2
  20. 2025年7月4日初版発売[127]、ISBN 978-4-04-116302-3
- 蝉川夏哉（原作）・くるり（作画） 『異世界居酒屋「のぶ」 しのぶと大将の古都ごはん[128]』 宝島社〈このマンガがすごい!comics〉、既刊2巻（2018年11月22日現在）
  1. 2016年4月20日発売[129]、ISBN 978-4-8002-4733-9
  2. 2018年11月22日発売[130]、ISBN 978-4-8002-8536-2
- 蝉川夏哉（原作）・ノブヨシ侍（作画）『異世界居酒屋「のぶ」 エーファとまかないおやつ』 宝島社〈このマンガがすごい!comics〉、既刊9巻（2025年2月21日現在）
  1. 2018年6月20日発売[131]、ISBN 978-4-8002-8439-6
  2. 2019年6月14日発売[132]、ISBN 978-4-8002-9573-6
  3. 2020年5月9日発売[133]、ISBN 978-4-299-00453-6
  4. 2021年2月12日発売[134]、ISBN 978-4-299-01349-1
  5. 2022年1月24日発売[135]、ISBN 978-4-299-02498-5
  6. 2022年10月25日発売[136]、ISBN 978-4-299-03470-0
  7. 2023年7月7日発売[137]、ISBN 978-4-299-04504-1
  8. 2024年3月15日発売[138]、ISBN 978-4-299-05278-0
  9. 2025年2月21日発売[139]、ISBN 978-4-299-06521-6

## Webアニメ
2018年4月よりバンダイチャンネルほかにてアニメ+バラエティによるコンプレックス番組『異世界居酒屋〜古都アイテーリアの居酒屋のぶ〜』として配信中。ぐるなびが初めてアニメの製作委員会に参加しており、本編は約10分でアニメで唯一なぞりテロップを導入し、アニメ本編終了後は実写によるミニコーナー『のぶ+』として、なぎら健壱による『なぎら健壱の「のぶ居酒屋」をさがして』と、きじまりゅうたによる『きじまりゅうたの「創作のぶ料理」』も交互に合わせて配信される。実写パートのナレーターは一龍斎貞友。
同年10月よりテレビ放送開始。1回の放送で2話を放送。基本的な構成はWeb版と同様だが画面にタイトルロゴの常時表示、「のぶ+」についてはBS11ではなぎら版を全話、Jテレではなぎら版ときじま版を隔週放送されるがキッズステーションではカットされる。

### スタッフ
- 原作 - 蝉川夏哉（異世界居酒屋「のぶ」より）[21]
- キャラクターデザイン原案 - 転[142]
- 監督 - 小野勝巳[21]
- シリーズ構成 - 吉田伸[21]
- キャラクターデザイン・食事シーン監修 - いとうまりこ[21]
- サブキャラクターデザイン - むらせまいこ[142]
- 料理デザイン・料理総作画監督 - 石井久美[142]
- 美術監督 - 河野次郎[142]
- 色彩設計 - 鈴木依里[142]
- 特殊効果 - 谷口久美子[142]
- 撮影監督 - 貞松寿幸[142]
- 編集 - 武宮むつみ[142]
- 音響監督 - 岩浪美和[142]
- 音楽 - ミト[142]
- 音楽プロデューサー - 山田智子[27]
- 音楽制作 - サンライズ音楽出版[142]
- プロデューサー - 梅崎淳志[27]、佐藤雄一（のぶ+）
- 企画・制作 - サンライズ[21][143]
- 製作 - 古都アイテーリア市参事会[142]（サンライズ、バンダイナムコライツマーケティング、ぐるなび、バンプレスト、アサツー ディ・ケイ、松竹）

### 主題歌
エンディングテーマ「Prosit!」
作詞・作曲・編曲 - ミト / 歌 - クラムボン

### 各話リスト
| 話数   | サブタイトル                 | 脚本       | 絵コンテ   | 演出           | 作画監督                                    | 紹介メニュー                                                                    | のぶ+                               | 配信日         | 放送日         |
| ------ | ---------------------------- | ---------- | ---------- | -------------- | ------------------------------------------- | ------------------------------------------------------------------------------- | ----------------------------------- | -------------- | -------------- |
| 第1話  | おでんのじゃがいも           | 吉田伸     | 小野勝巳   | 小野勝巳       | いとうまりこ                                | トリアエズナマ 枝豆、おでん                                                     | 創作「のぶ」料理 アレンジおでん     | 2018年 4月13日 | 2018年 10月3日 |
| 第2話  | 若鶏の唐揚げ                 | 吉田伸     | 小野勝巳   | 中島利洋       | 瀧原美樹                                    | きゅうりの一本漬け 若鶏の唐揚げ 塩唐揚げ チキン南蛮                             | 居酒屋探訪 浅草・から揚げ           | 2018年 4月13日 | 2018年 10月3日 |
| 第3話  | お嬢様の難題                 | 立原正輝   | 重田敦司   | 片山みゆき     | 片山みゆき                                  | 湯豆腐 餡かけ湯豆腐                                                             | 創作「のぶ」料理 豆乳湯豆腐         | 4月27日        | 10月10日       |
| 第4話  | はじめての海鮮丼             | 彦久保雅博 | 越田知明   | 児谷直樹       | 杉本幸子                                    | 筑前煮（小鉢） ハマチの刺身 海鮮丼                                              | 居酒屋探訪 浅草・魚料理             | 4月27日        | 10月10日       |
| 第5話  | しのぶちゃんの特製ナポリタン | 吉田伸     | 西本由紀夫 | 中島利洋       | 岡田洋奈                                    | パリパリキャベツ ナポリタン                                                     | 創作「のぶ」料理 もやしのナポリタン | 5月11日        | 10月17日       |
| 第6話  | キスの日                     | 立原正輝   | 西本由紀夫 | まついひとゆき | 齋藤雅和                                    | 鶏肉と里芋の筑前煮 キスの天ぷら キス天丼                                        | 居酒屋探訪 六本木・天ぷら           | 5月11日        | 10月17日       |
| 第7話  | 盗人（ぬすっと）             | 吉田伸     | 山崎みつえ | 鳥羽聡         | 杉本幸子 中村千秋 岡田洋奈（料理）          | カツオのたたき、酒盗 へしこ、ままかり                                           | 創作「のぶ」料理 鰹のレアフライ     | 5月25日        | 10月24日       |
| 第8話  | 仕事帰りの豚汁               | 吉田伸     | 山﨑立士   | 児谷直樹       | 関口雅浩                                    | 豚汁                                                                            | 居酒屋探訪 赤坂・とんかつ           | 5月25日        | 10月24日       |
| 第9話  | 中隊長の弱点                 | 彦久保雅博 | 山﨑立士   | 中島利洋       | 瀧原美樹 関口雅浩 杉本幸子 小澤和則（料理） | イカソーメン、塩辛 イカの生姜煮、イカ団子 イカリング                            | 創作「のぶ」料理 イカめし風おこわ   | 6月8日         | 10月31日       |
| 第10話 | 招かれざる客                 | 立原正輝   | 古田丈司   | 児谷直樹       | 竹森由加 小澤和則（料理）                   | サンドウィッチ ヒレカツサンド                                                   | 居酒屋探訪 御茶ノ水・肉料理         | 6月8日         | 10月31日       |
| 第11話 | 親方喧嘩                     | 彦久保雅博 | 西澤普     | いわたかずや   | 時永宜幸                                    | マグロの刺身 アユの塩焼き ホッケの塩焼き 厚切りベーコン チーズコロッケ オムそば | 創作「のぶ」料理 定番オムそば       | 6月22日        | 11月7日        |
| 第12話 | 美女と油揚げ                 | 吉田伸     | 山崎みつえ | まついひとゆき | 齋藤雅和                                    | お揚げと里芋の網焼き おたのしみ巾着（たまご巾着）                               | 居酒屋探訪 高田馬場・油揚げ         | 6月22日        | 11月7日        |
| 第13話 | メンチカツ                   | 立原正輝   | 高田昌宏   | 孫承希         | 中島里恵 杉本幸子 小澤和則（料理）          | 鹿肉のメンチカツ                                                                | 創作「のぶ」料理 ミートローフ       | 7月13日        | 11月14日       |
| 第14話 | 密偵とサラダ                 | 彦久保雅博 | 佐山悟利   | 佐山悟利       | 佐山悟利                                    | 空豆の塩ゆで 温玉シーザーサラダ 大根サラダ ポテトサラダ フルーツサラダ百式      | 居酒屋探訪 人形町・サラダ           | 7月13日        | 11月14日       |
| 第15話 | 仁義なき蒲焼き               | 立原正輝   | 西澤普     | 中島利洋       | 久留米東 瀧原美樹 杉本幸子 岡田洋奈（料理） | うなぎの蒲焼き うなぎの白焼き                                                   | 創作「のぶ」料理 ちくわの蒲焼き     | 7月27日        | 11月21日       |
| 第16話 | 中隊長の凱旋                 | 彦久保雅博 | 西澤普     | 児谷直樹       | 竹森由加                                    | う巻き、うな丼 うなぎ弁当 しじみの赤だし                                        | 居酒屋探訪 清澄白河・焼鳥           | 7月27日        | 11月21日       |
| 第17話 | 初夏の天ぷら盛り合わせ       | 吉田伸     | 京極尚彦   | 鳥羽聡         | 鈴木竜也 小澤和則（料理）                   | 初夏の天ぷら盛り合わせ ハモのお吸い物                                           | 創作「のぶ」料理 かき揚げ           | 8月10日        | 11月28日       |
| 第18話 | 三酔人のカラアゲ問答         | 吉田伸     | 小野勝巳   | 孫承希         | 関口雅浩                                    | 唐揚げ（塩味） 唐揚げ（醤油味） 銀杏の塩炒り マグロの刺身 軟骨唐揚げ            | 居酒屋探訪 恵比寿・炭火焼           | 8月10日        | 11月28日       |
| 第19話 | 女傭兵                       | 立原正輝   | 西澤普     | 鳥羽聡         | 小谷杏子                                    | トリ貝の煮物、潮汁 なんちゃってブイヤベース                                     | 創作「のぶ」料理 ブイヤベース       | 8月24日        | 12月5日        |
| 第20話 | トリアエズナマの秘密（前編） | 吉田伸     | 中島利洋   | 中島利洋       | 杉本幸子 中西理絵 中島理恵                  | おにぎり たこさんウインナー                                                     | 居酒屋探訪 池尻大橋・おにぎり       | 8月24日        | 12月5日        |
| 第21話 | トリアエズナマの秘密（後編） | 吉田伸     | 江上潔     | まついひとゆき | 竹森由加 小澤和則（料理）                   | 串カツ盛り合わせ                                                                | 創作「のぶ」料理 串カツ風グリル     | 9月14日        | 12月12日       |
| 第22話 | 老人と魚                     | 彦久保雅博 | 児谷直樹   | 児谷直樹       | 齋藤雅和 丸山修二 岡田洋奈（料理）          | 小アジの南蛮漬け アジフライ カレイの煮つけ 鮭の皮のいぶり焼き                   | 居酒屋探訪 新橋・魚料理             | 9月14日        | 12月12日       |
| 第23話 | 北方三領邦会議之顛末         | 立原正輝   | 江上潔     | 江上潔         | 中島里恵 杉本幸子 小澤和則（料理）          | ナポリタン                                                                      | 創作「のぶ」料理 ナポリタンそばめし | 9月14日        | 12月19日       |
| 第24話 | 古都のエール                 | 吉田伸     | 小野勝巳   | 小野勝巳       | 関口雅浩                                    | 刺身盛り合わせ 天ぷら盛り合わせ お茶漬け                                        | 居酒屋探訪 銀座・炭火和食           | 9月14日        | 12月19日       |

### 放送局
| 配信期間                | 配信時間                     | 配信サイト |
| ----------------------- | ---------------------------- | --- |
| 2018年4月13日 - 9月14日 | 隔週金曜 12:00 更新（2話毎） | バンダイチャンネル U-NEXT アニメ放題 ひかりTV ニコニコ動画 Amazon Prime Video Google Play Store Rakuten TV アクトビラ ビデオマーケット DMM.com music.jp HAPPY!動画 Hulu |
| 2018年4月13日 - 9月21日 | 金曜 12:00 更新              | YouTube GYAO! |
|                         | 金曜 20:30 - 21:00           | ニコニコ生放送 |
| 2018年4月14日 - 9月22日 | 土曜 0:30 - 0:45（金曜深夜） | AbemaTV |
| 2018年4月19日 - 9月27日 | 木曜 19:00 更新              | TSUTAYA TV |

| 放送期間                  | 放送時間                     | 放送局             | 備考                                                            |
| ------------------------- | ---------------------------- | ------------------ | --------------------------------------------------------------- |
| 2018年10月3日 - 12月19日  | 水曜 1:00 - 1:30（火曜深夜） | BS11               | BS放送 / 『ANIME+』枠 / きじま版は未放送。                      |
| 2018年10月4日 - 12月20日  | 水曜 22:30 - 23:00           | J:COMテレビ        | CATV                                                            |
| 2018年11月10日 - 11月24日 | 土曜 21:00 - 22:54           | キッズステーション | CS放送 / 8話連続放送 / 『のぶ+』は未放送。                      |
| 2024年2月14日 -           | 水曜 23:00 - 23:30           | AT-X               | CS放送 / リピート放送あり / Blu-ray版を放送 / 『のぶ+』は未放送 |

### Blu-ray BOX
2019年4月以降、下記仕様でリリース予定、DVD-BOXの予定は無し。セルソフト版の本編映像はWeb配信・テレビ放送時に加えられていたタイトルロゴ表示は除かれる。
- ムービックに設置された特設サイト[147]にて2018年10月より受注を開始、その数が300個以上に達したら発売が決定されるクラウドファンディング形式で

受注300個については同年11月に達成した。
- 発売が確定される最低限の仕様（本編BD1枚、基本特典付き）から、受注数が多くなればなるほど下記表のとおり同梱特典が豪華になっていく。
- 当初「のぶ＋」は未収録の予定だったが、受注数が最終目標である1000個を達成したので別ディスクを同梱という形で収録された[148]。

| 仕様                                 | 目標受注数 | 特典 |
| ------------------------------------ | ---------- | --- |
| トリアエズナマ! コース               | 300 〇     | 小説原作者による書き下ろし短編、キャラクター原案者による描き下ろしイラストジャケット、コミカライズ作者による描き下ろし短編コミック付きブックレット |
| 思わず手が伸びる! オトーシコース     | 400 〇     | 上記特典に「ぐるナビクーポン機能付きティアドロップ型銀貨カード」追加                                                                               |
| しのぶちゃんの 秘密の♡まかないコース | 500 〇     | 上記特典に「シリアルナンバー付き生原画」追加 |
| のぶタイショーの おまかせ! コース    | 600 〇     | 上記特典に「アニメスタッフ寄せ書きブックレット」追加                                                                                               |
| 徴税請負人の お気に入り♡ コース      | 700 〇     | 上記特典に「オーディオコメンタリー」追加 |
| 水運ギルド ご用達コース              | 1000 〇    | 上記特典全て封入。BDの仕様がアニメ本編に加えて特典映像「のぶ＋」を加えた2枚組に変更                                                                |

## テレビドラマ

### 異世界居酒屋「のぶ」
2020年5月16日から7月17日まで、土曜未明（金曜深夜）にWOWOWプライムで全10放送された。監督・脚本は品川ヒロシ、主演は大谷亮平。
放送回数は10回だが、第9回から続く最終回以外は1回の放送で2つのエピソードが語られるため、取り上げられたエピソード数は18作となり、第8回後半のエピソード「いつもの」は、単行本での追加エピソードに基づく。
エピソードの順番が原作とは異なり、アニメ同様原作とは異なる筋立てや設定となるエピソードもある。ドラマは、バッケスホーフによるラガー騒動の解決が最終回となる。
作中に用いられているBGMは作中の土地柄に合わせ、主にケルト音楽を原曲に、現代風にアレンジした曲が多い。
2020年12月23日には全10話をDVD3枚に収録したDVD-BOXが発売された。発売・販売元はよしもとミュージック。

#### キャスト
- 矢澤信之 - 大谷亮平[53]
- 千家しのぶ - 武田玲奈[149]
- ニコラウス - 白洲迅[150]
- ハンス - 小林豊[150]
- ヘルミーナ - 堀田茜[150]
- エーファ - 新谷ゆづみ[150]
- ベルトホルト - 阿部進之介[150]
- エレオノーラ - 八木アリサ[150]
- ローレンツ - 庄司智春（品川庄司）[150]
- ラインホルト - 小越勇輝[150]
- ホルガー - 三宅克幸[150]
- ゴドハルト - 渡部龍平[150]
- リオンティーヌ - 早霧せいな[150]
- ゲーアノート - 波岡一喜[150]
- ダミアン - 梶原善[150]
- エトヴィン - 田山涼成[150]
- バッケスホーフ - 篠井英介[150]
- 塔原 - 木村祐一[53]
- フランク - 小杉竜一[53]
- ジャン=フランソワ・モーント・ド・ラ・ヴィニー - 忍成修吾[53]
- ヨハン・グスタフ - 品田誠[53]
- ブランターノ - 木下ほうか[53]
- 神様・天使 - 秋山竜次[53]

#### スタッフ（テレビドラマ）
- 原作 - 蝉川夏哉 『異世界居酒屋のぶ』（宝島社）[53]
- 監督・脚本 - 品川ヒロシ[53]
- 音楽 - YHANAEL[53]
- 撮影 - Yohei Tateishi
- 美術 - 相馬直樹
- 照明 - 斗舛武史
- 録音 - 渡辺丈彦
- 編集 - 須永弘志
- プロデューサー - 山田雅樹[53]、大沼知朗[53]、古賀俊輔[53]、大日方教史[53]

#### 主題歌（テレビドラマ）
「遥かなる景色」
作詞・作曲 - YHANAEL / 編曲 - Jcan Michaud Smith / 歌 - EMILY(HONEBONE) 

#### 放送日程
| 話数       | 初回放送日 | web版エピソード名                             | 紹介メニュー |
| ---------- | ---------- | --------------------------------------------- | --- |
| episode 1  | 5月16日    | おでんのじゃがいも 若鶏の唐揚げ               | トリアエズナマ、枝豆、スルメ、おでん、若鶏の唐揚げ、チキン南蛮、蒸して潰した馬鈴薯と煮豆とヴルストとエール(古都の酒場) |
| episode 2  | 5月23日    | お嬢様の難題 しのぶちゃんの特製ナポリタン     | あんかけ湯豆腐、ナポリタン、パリパリキャベツ                                                                           |
| episode 3  | 5月30日    | 盗人 親方喧嘩                                 | 酒盗、オムソバ、コロッケ、厚切りベーコン、鮎の塩焼き、ホッケ、刺身                                                     |
| episode 4  | 6月6日     | 仁義なき蒲焼き 招かれざる客                   | 鰻の蒲焼き、茹で卵(味付け=マヨネーズ)、サンドイッチ、カツサンド                                                        |
| episode 5  | 6月13日    | 古都の秋刀魚 たこわさ                         | 日本酒、サンマの塩焼き(わた)、サンマごはん、蛸料理                                                                     |
| episode 6  | 6月20日    | 【閑話】思いがけない訪問者 密偵とサラダ       | マコガレイの煮付け、アヒージョ、サラダ料理、梅水晶                                                                     |
| episode 7  | 6月27日    | ベルトホルトvs烏賊、居酒屋の大決闘 隊長の凱旋 | イカ料理、うまき、鰻弁当、鰻のまむし弁当、しじみの赤だし                                                               |
| episode 8  | 7月4日     | 女傭兵 いつもの（単行本オリジナル）           | 潮汁、ブイヤベース、いつものメニュー                                                                                   |
| episode 9  | 7月11日    | 〆の鮭茶漬け（〆） トリアエズナマの秘密       | あさりの酒蒸し、おにぎりをはじめとする朝食                                                                             |
| episode 10 | 7月18日    | トリアエズナマの秘密                          | 串カツ |

### 異世界居酒屋「のぶ」Season 2 〜魔女と大司教編〜
テレビドラマシリーズ第2弾として、『異世界居酒屋「のぶ」Season 2 〜魔女と大司教編〜』のタイトルで2022年5月27日から7月29日まで毎週金曜 23時00分 - 23時30分にWOWOWプライムおよびWOWOW 4Kで放送された。前作同様に監督・脚本は品川ヒロシ、主演は大谷亮平。

#### キャスト（Season 2）
- 矢澤信之 - 大谷亮平
- 千家しのぶ - 武田玲奈[152]
- イングリド - 水野美紀[151]
- アルヌ・スネッフェルス - 浅香航大[151]
- ロドリーゴ - 松尾諭[151]
- ニコラウス - 白洲迅[151]
- ハンス - 小林豊[151]
- ヘルミーナ - 堀田茜[151]
- エーファ - 新谷ゆづみ[151]
- ベルトホルト - 阿部進之介[151]
- ダミアン - 梶原善[151]
- ブランターノ - 木下ほうか[151]
- エトヴィン - 田山涼成[151]
- クローヴィンケル - 武田鉄矢[151]
- 「先帝」コンラート四世 - 大和田伸也[151]
- イグナーツ - 草地稜之[36]
- カミル - 瀧澤翼[36]
- カミラ - 三原羽衣[36]
- トマス - 猪野広樹[36]
- ゲーアノート - 波岡一喜[36]
- ローレンツ - 庄司智春[36]
- リオンティーヌ - 早霧せいな[36]
- フランク - 小杉竜一（ブラックマヨネーズ）[36]
- 神様・天使 - 秋山竜次[36]

#### スタッフ（Season2）
- 原作 - 蝉川夏哉『異世界居酒屋「のぶ」』（宝島社）[153]
- 監督・脚本 - 品川ヒロシ[153]
- 音楽 - YHANAEL[153]、DON[153]
- プロデューサー - 山田雅樹[153]、大沼知朗[153]、古賀俊輔[153]、城内政芳[153]
- 制作協力 - 吉本興業
- 制作プロダクション - ザフール
- 製作・著作 - WOWOW

#### 放送日程（Season 2）
| 話数       | 初回放送日 | web版エピソード名                   | 紹介メニュー |
| ---------- | ---------- | ----------------------------------- | --- |
| episode 1  | 5月27日    | 怪しい女                            | 若鶏の唐揚げ(塩・醤油)、キンピラ蓮根、若鶏の竜田揚げ、鶏軟骨の唐揚げ(塩・醤油)、スルメ、ナッツ、チーズ、キュウリの一本漬、蓮根の挟み揚げ                                                         |
| episode 2  | 6月3日     | 老人と魚 北方三領邦会議の顛末       | 小アジの南蛮漬、イワシの醤油漬焼、アジフライ、カレイの煮付、鮭茶づけ、鮭の皮、厚切りベーコンのナポリタン、(会食回想)大麦の混じったパン、塩漬の魚の炙り、骨付き肉、じゃがいも、ホロホロ鳥の丸焼き |
| episode 3  | 6月10日    | しのぶの特製プリン                  | タコの酢の物、赤ガレイの煮付、プリン、イカの塩辛、若鶏の唐揚げ、釜めし、茄子の揚げ浸し、茄子の肉詰、焼き茄子、茄子の浅漬、茄子の天ぷら                                                           |
| episode 4  | 6月17日    | 秋の味覚の天ぷら                    | 天ぷら盛り合わせ(舞茸、イカ、タコ、エビ、蓮根、アジ)、焼き牡蠣、カキフライ |
| episode 5  | 6月24日    |                                     | 和朝食(飯、粥、味噌汁、厚焼き玉子、サンマの干物、梅干、おかか)、ヤゲン軟骨の唐揚げ、焼きおにぎり(醤油、味噌)                                                                                     |
| episode 6  | 7月1日     | きのこのアヒージョ 牛すじの土手焼き | 天ぷら盛り合わせ(舞茸)、プリン、マッシュルームのアヒージョ、マッシュルームのペペロンチーノ、牛蒡と人参のかき揚げ、牛すじの土手焼き                                                               |
| episode 7  | 7月8日     | だしまきたまご 茶碗蒸し             | 牡蠣のグラタン、だしまきたまご、茶碗蒸、いなり寿司 |
| episode 8  | 7月15日    | 魔女と大司教                        | 天ぷら盛り合わせ、ナポリタン、シジミの吸い物、プリン |
| episode 9  | 7月22日    | あさりの酒蒸し 肉じゃが             | 厚切りベーコン、アサリの酒蒸し、だし汁、肉じゃが |
| episode 10 | 7月29日    | 古都の大市                          | 焼きおにぎり、焼き茄子、茄子の揚げ浸し、だしまきたまご、アジフライ、天ぷら盛り合わせ、肉じゃが、アサリの酒蒸し、プリン、たこ焼き                                                                 |

### 異世界居酒屋「のぶ」Season 3 〜皇帝とオイリアの王女編〜
テレビドラマシリーズ第3弾として、『異世界居酒屋「のぶ」Season 3 〜皇帝とオイリアの王女編〜』のタイトルで2023年1月13日から3月17日まで 毎週金曜 23時00分 - 23時30分にWOWOWプライムおよびWOWOW 4Kで放送された。前作同様に監督・脚本は品川ヒロシ、主演は大谷亮平。

#### キャスト（Season 3）
- 矢澤信之 - 大谷亮平[155]
- 千家しのぶ - 武田玲奈[154]
- コンラート五世 - 平岡祐太[155]
- アルヌ・スネッフェルス - 浅香航大[154]
- セレスティーヌ・ド・オイリア - 平祐奈[63]
- ニコラウス - 白洲迅[155]
- ヘルミーナ - 堀田茜[155]
- エーファ - 新谷ゆづみ[155]
- ベルトホルト - 阿部進之介[155]
- ゲーアノート - 波岡一喜[155]
- ローレンツ - 庄司智春（品川庄司）[155]
- リオンティーヌ - 早霧せいな[155]
- 塔原 - 木村祐一[155]
- ゼバスティアン - 田中直樹（ココリコ）
- フランク - 小杉竜一（ブラックマヨネーズ）[155]
- エレオノーラ - 八木アリサ[155]
- ジャン=フランソワ・モーント・ド・ラ・ヴィニー - 忍成修吾[155]
- アウグスト - 海宝直人[155]
- 神様 - 秋山竜次（ロバート）[155]
- ラ・カタン - じろう（シソンヌ）[155]
- 天使1・2 - チョコレートプラネット[155]
- フーゴ - 平埜生成[155]
- イグナーツ - 草地稜之（円神）[155]
- カミル - 瀧澤翼（円神）[155]
- クローヴィンケル - 武田鉄矢[155]
- 「先帝」コンラート四世 - 大和田伸也[154]
- カミラ - 三原羽衣[155]
- シャルロッテ - 中村里帆[63]
- イーサク - 才川コージ[63]
- 執事 - ロジャー（大自然）[155]

#### スタッフ（Season3）
- 原作 - 蝉川夏哉『異世界居酒屋「のぶ」』（宝島社）[155]
- 監督・脚本 - 品川ヒロシ[155]
- 音楽 - YHANAEL[155]、DON[155]
- プロデューサー - 山田雅樹[155]、大沼知朗[155]、古賀俊輔[155]、城内政芳[155]
- 制作協力 - 吉本興業
- 制作プロダクション - ザフール
- 製作・著作 - WOWOW

#### 放送日程（Season 3）
| 話数       | 初回放送日 | web版エピソード名                         | 紹介メニュー                                                                                       |
| ---------- | ---------- | ----------------------------------------- | -------------------------------------------------------------------------------------------------- |
| episode 1  | 1月13日    | 〆のゆずシャーベット                      | おでん、肉じゃが、柚子のシャーベット                                                               |
| episode 2  | 1月20日    | オススメ                                  | 小鍋立て、ブリ大根、イカ飯                                                                         |
| episode 3  | 1月27日    | 古都の年越し 密偵と串かつ                 | チーズフォンデュ、串カツ(エビ・玉ネギ・ホタテ・蓮根・豚ヒレ肉・アスパラ・こんにゃく)               |
| episode 4  | 2月3日     | 炊き込みご飯                              | 炊き込みご飯、焼きおにぎり(味噌・醤油)、いなり寿司                                                 |
| episode 5  | 2月10日    | 徴税請負人とその弟 お姫さまとアップルパイ | ナポリタン、アップルパイのアイスクリーム添え                                                       |
| episode 6  | 2月17日    | ハンスとオデン                            | 豚の角煮、ポテトサラダ、おでん、ハンス特製おでん、豚の角煮の煮汁に漬けた半熟卵                     |
| episode 7  | 2月24日    | 親子丼 ハンスの課題                       | シチュー、親子丼、卵粥、ハンス風ペリメニ(餃子)                                                     |
| episode 8  | 3月3日     | 恋するコンラート                          | 鰻の魚醤(フィゾーサ)焼、串カツ(エビ・蓮根・サーモン・アスパラ肉巻き・ホタテ)、バニラアイス、お新香 |
| episode 9  | 3月10日    | 私情最大の喧嘩                            | 鯛のしゃぶしゃぶ、鯛茶漬け                                                                         |
| episode 10 | 3月17日    | 親子鍋 〆のおじや                         | 鳥の水炊き、バニラアイス、ナポリタン、おじや                                                       |